# Pantheon (Rom)

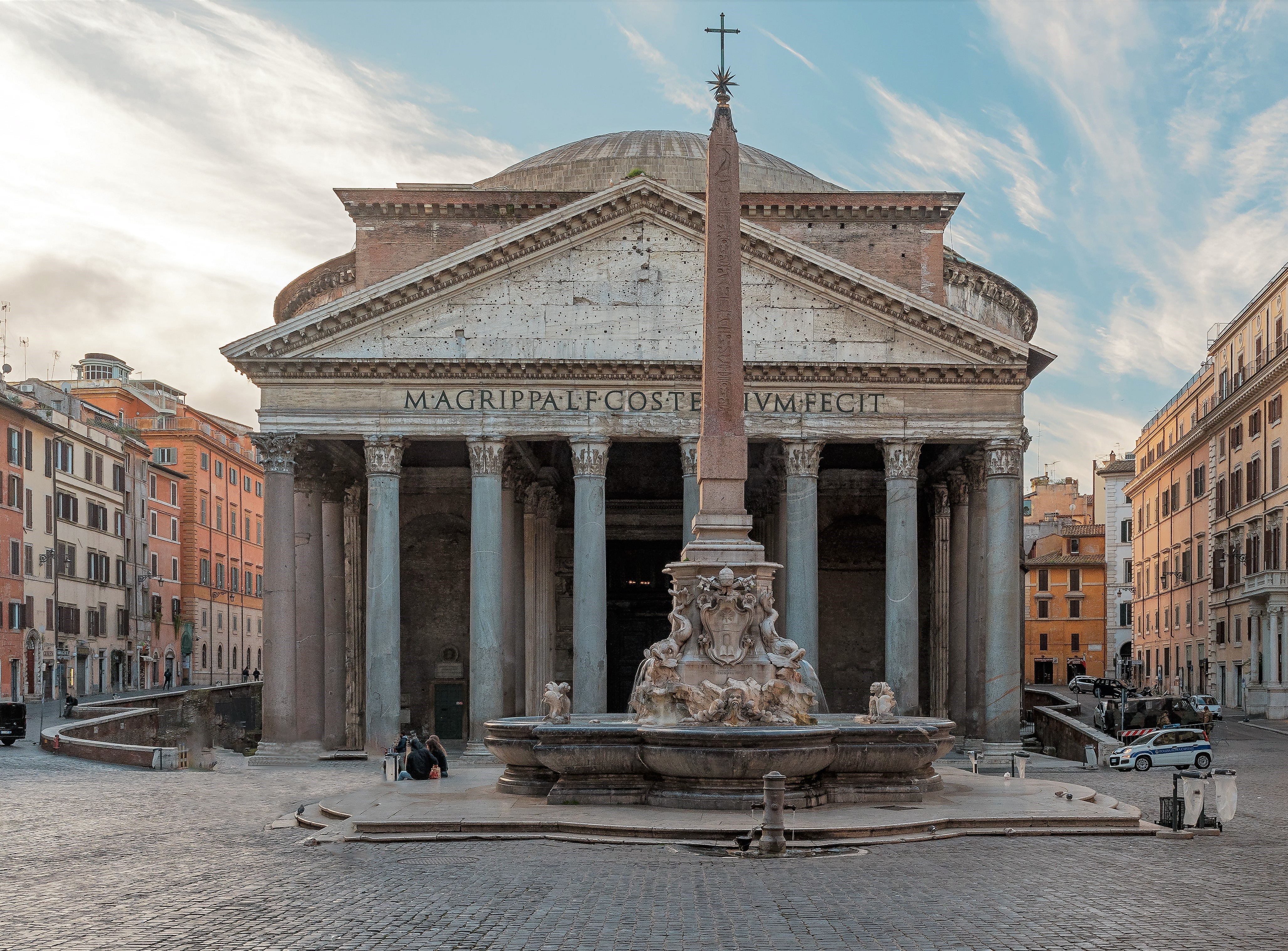
Das Pantheon an der Piazza della Rotonda (2016)

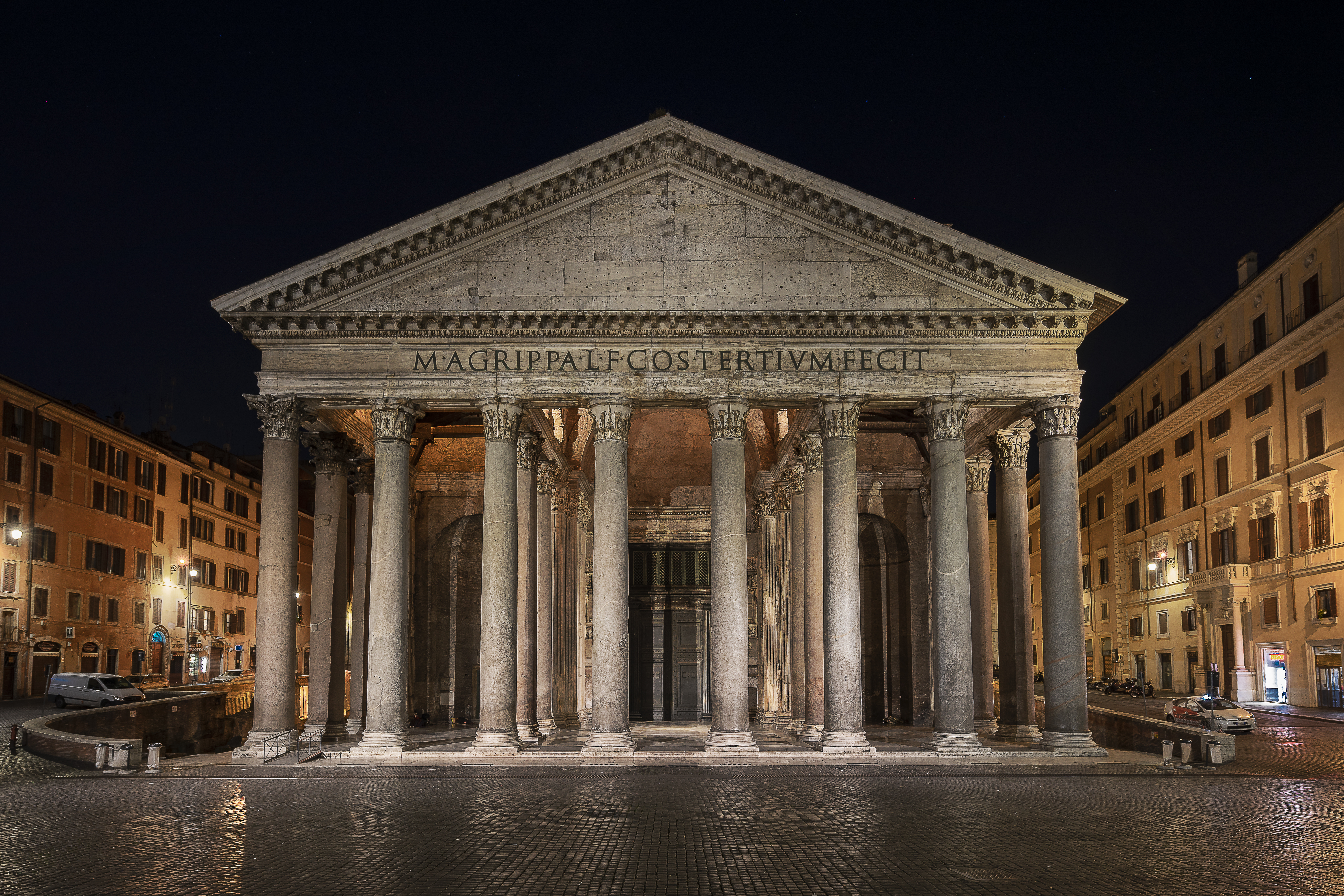
Das Pantheon bei Nacht (2019)

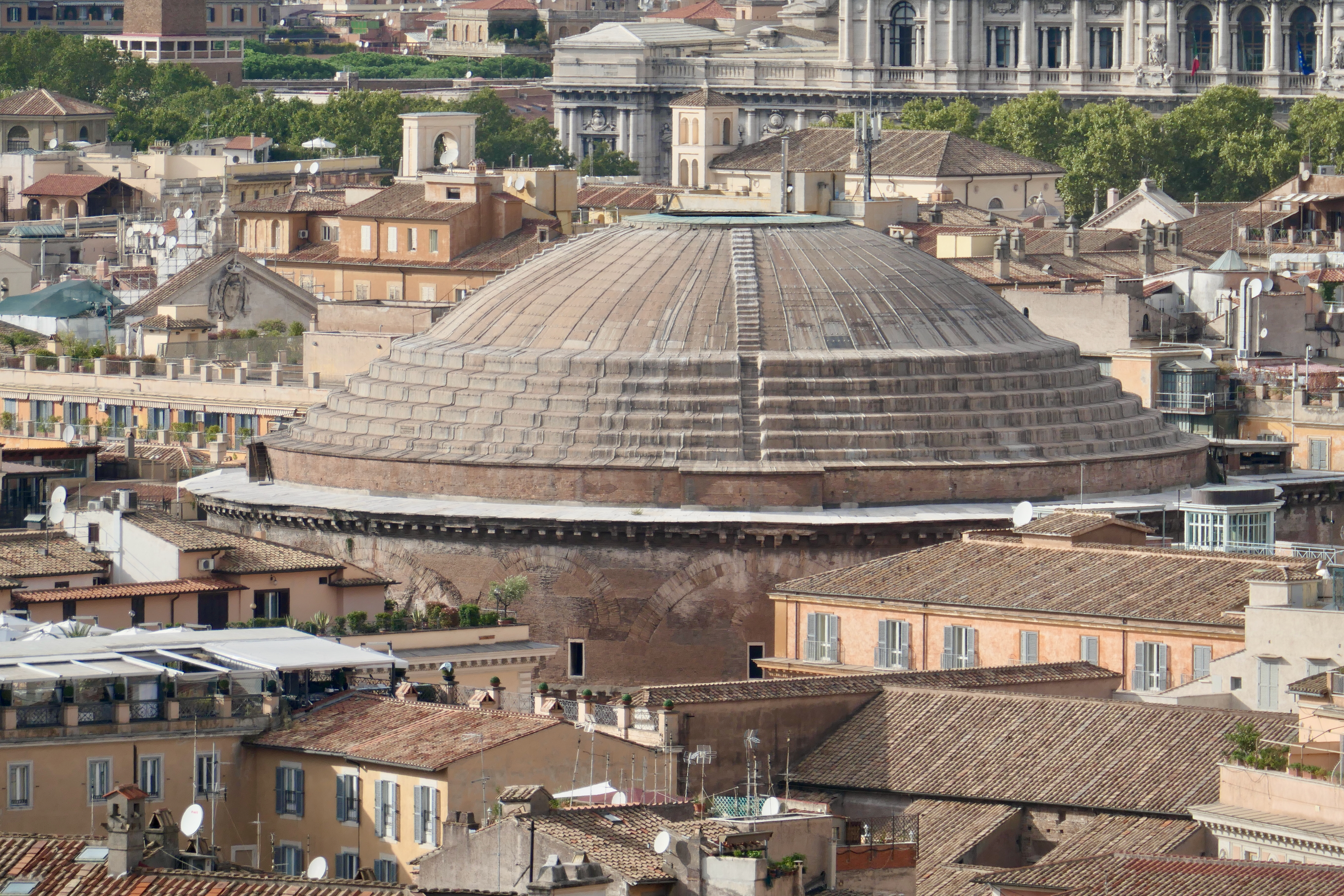
Kuppel des Pantheons von Nordwesten aus gesehen (2019)

Das Pantheon (altgriechisch Πάνθειον (ἱερόν) oder auch Πάνθεον, von πᾶν pān „all“, „gesamt“, und θεός theós „Gott“) ist ein zur Kirche umgeweihtes antikes Bauwerk in Rom. Als römisch-katholische Kirche lautet der offizielle italienische Name Santa Maria ad Martyres (lateinisch Sancta Maria ad Martyres).
Nach einer seit dem Mittelalter gebräuchlichen Namensform Sancta Maria Rotunda wird das Bauwerk in Rom umgangssprachlich auch als La Rotonda bezeichnet.
Das möglicherweise bereits unter Kaiser Trajan um 114 n. Chr. begonnene und unter Kaiser Hadrian zwischen 125 n. Chr. und 128 n. Chr. fertiggestellte Pantheon hatte mehr als 1700 Jahre lang, bezogen auf den Innendurchmesser, die größte Kuppel der Welt. Es gilt als eines der am besten erhaltenen Bauwerke der römischen Antike. Das Pantheon besteht aus zwei Hauptelementen: einem Pronaos mit rechteckigem Grundriss und Tempelfassade im Norden sowie einem kreisrunden, überkuppelten Zentralbau im Süden. Ein Übergangsbereich vermittelt zwischen beiden Gebäudeteilen, die sich ergebenden Zwickel der Schnittstellen wurden für Treppenhäuser genutzt.
Erbaut auf dem Marsfeld, war das Pantheon vermutlich ein allen Göttern Roms geweihtes Heiligtum. Der Historiker Cassius Dio berichtet, dass dort Statuen des Mars und der Venus sowie weiterer Götter und eine Statue des als Divus Iulius unter die Götter aufgenommenen Gaius Iulius Caesar aufgestellt waren. Welche Götter insgesamt hier verehrt werden sollten, ist jedoch umstritten, zumal nicht restlos geklärt ist, ob das Pantheon seiner Urbestimmung nach ein Tempel oder ein imperialer Repräsentationsbau war, der trotz seiner der Sakralarchitektur entlehnten Elemente säkularen Zwecken diente.
Am 13. Mai vermutlich des Jahres 609 wurde das Pantheon in eine christliche Kirche umgewandelt, nachdem es Kaiser Phokas dem Papst Bonifatius IV. geschenkt hatte, und der heiligen Maria sowie allen christlichen Märtyrern geweiht. In ihr werden vor allem an hohen Feiertagen Messen gefeiert. Die Kirche wurde am 23. Juli 1725 von Papst Benedikt XIII. zur Titeldiakonie erhoben. Papst Pius XI. übertrug diese am 26. Mai 1929 an die 400 Meter entfernte Kirche Sant’Apollinare. Santa Maria ad Martyres trägt den Titel einer Basilica minor und ist der Pfarrgemeinde Santa Maria in Aquiro angeschlossen. Das Gebäude gehört dem italienischen Staat und wird vom Kulturministerium unterhalten.
Der Einfluss des Pantheon auf die Architekturgeschichte vor allem der Neuzeit ist enorm. Der Begriff Pantheon wird heute auch allgemein auf ein Gebäude angewendet, in dem bedeutende Persönlichkeiten bestattet sind, was von der späteren Nutzung des römischen Pantheon herrührt.

## Baugeschichte

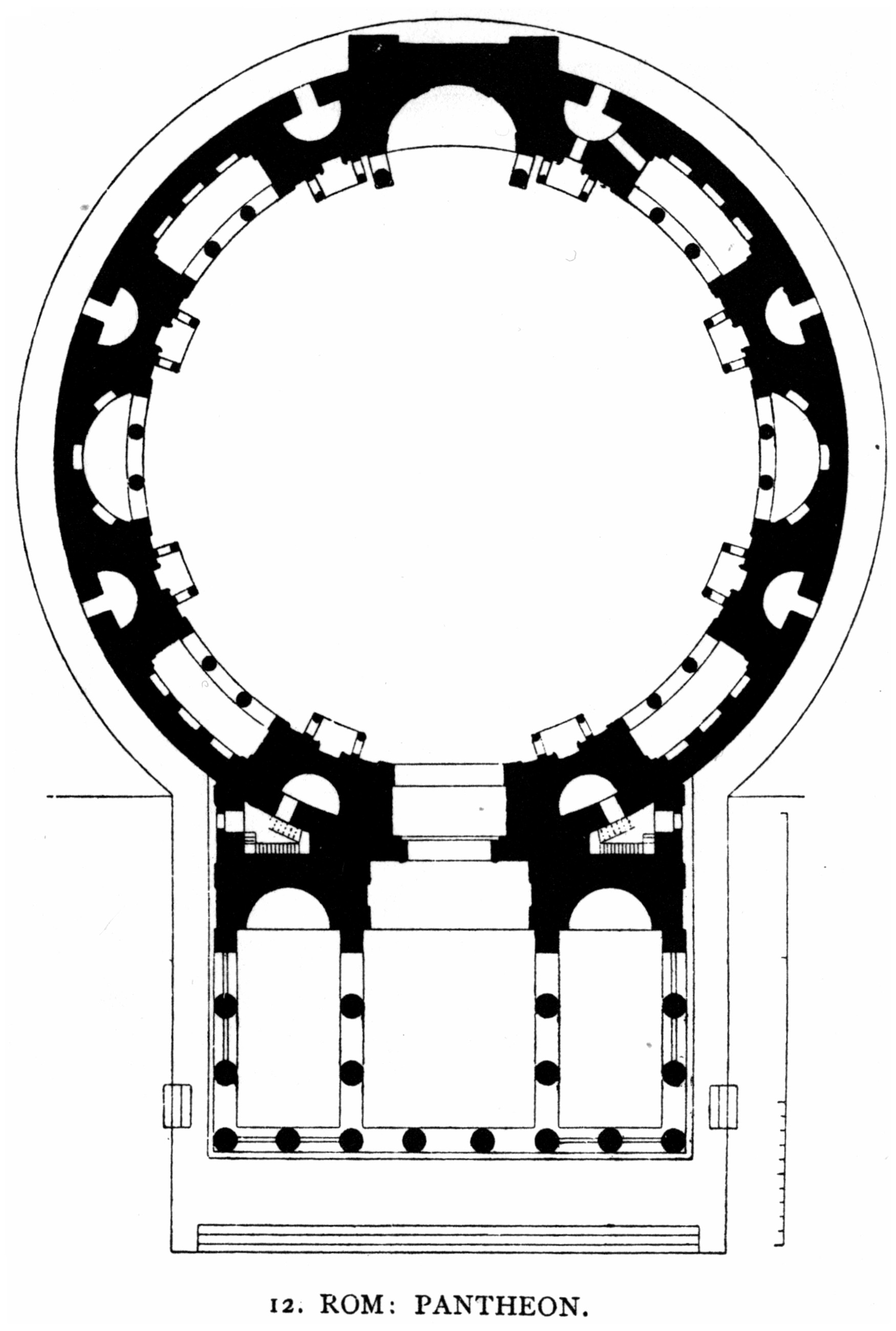
Grundriss des unter Hadrian fertiggestellten Pantheon

Das Pantheon ist der Nachfolger eines Tempels, den der Konsul Agrippa nach seinem Sieg bei Actium von 27 bis 25 v. Chr. zu Ehren seines Freundes und Förderers Augustus am selben Ort hatte errichten lassen. Dieser Vorgängerbau war bereits als Rundbau angelegt und hatte etwa die gleichen Ausmaße und dieselbe Ausrichtung wie das heute zu sehende Gebäude. Er wurde während eines Feuers im Jahr 80 n. Chr. beschädigt und unter Kaiser Domitian restauriert. Eindeutige Spuren dieser Maßnahme konnten nicht nachgewiesen werden. Möglicherweise sind Spuren des zugehörigen Fußbodenniveaus zwischen dem des ersten und dem des heutigen Gebäudes erhalten.
Im Jahr 110 brannte das Pantheon infolge eines Blitzschlages erneut ab. Die Forschung schreibt den Wiederaufbau traditionell Kaiser Hadrian zu und datiert dessen Errichtung auf die Jahre zwischen 118 und 125. Jüngste, noch nicht eingehend diskutierte Forschungsergebnisse lassen aufgrund von Ziegelstempeln eine Bauzeit bereits von 114 bis 119 n. Chr. möglich erscheinen, also einen Baubeginn noch unter Hadrians Vorgänger Trajan. Wer als Architekt dieses größten und vollkommensten Rundbaus des Altertums in Frage kommt, steht nicht fest. Die Zuweisung der Bauplanung an den Architekten Apollodor von Damaskus, den leitenden Architekten Trajans, der für zahlreiche Großbauten dieses Kaisers verantwortlich zeichnete, ist umstritten. Einhellig wird davon ausgegangen, dass Hadrian den Tempel eingeweiht hat.
Ob und wie lange man das Pantheon danach kultisch genutzt hat, lässt sich aufgrund der mangelhaften literarischen Quellenlage nicht genau bestimmen. Der Geschichtsschreiber Cassius Dio erwähnt, dass Hadrian dort Gericht abgehalten habe. Um das Jahr 230 berichtet Iulius Africanus von „der schönen Bibliothek des Pantheon, die ich selbst dem Kaiser eingerichtet habe“. Wie die Stelle aufzufassen ist, ist unklar. Befunde, die mit einer Bibliothek zu verbinden sind, liegen im Pantheon selbst nicht vor. Spätestens Anfang des 5. Jahrhunderts, unter Kaiser Honorius, muss der Tempelbetrieb endgültig eingestellt worden sein. Der oströmische Kaiser Phokas schenkte „den Tempel, der Pantheon genannt wird“ (templum qui (sic!) appellatur Pantheum), im Jahre 608 Papst Bonifatius IV. Dieser weihte am 13. Mai vermutlich des Jahres 609 das Pantheon dem Patrozinium Sancta Maria ad Martyres, dem Gedächtnis Mariens und aller Märtyrer. Dies ist der Ursprung des in der Westkirche seit dem Jahre 835 am 1. November begangenen Festes Allerheiligen. Einer mittelalterlichen Legende nach, die in gedruckter Form wohl erstmals bei Pompeo Ugonio (um 1550–1614) vorliegt, hatte Bonifatius IV. 28 Wagenladungen mit Gebeinen von Märtyrern aus den Katakomben in die Kirche bringen lassen.
Als der oströmische Kaiser Konstans II. im Jahr 663 Rom besuchte, ließ er die vergoldeten Bronzeplatten der Kuppelverkleidung abnehmen und nach Konstantinopel schaffen. Papst Gregor III. sorgte 735 für eine neue Bleiverdachung. Zu einem unbekannten Zeitpunkt in nachantiker Zeit wurden zwei Säulen auf der Ostseite des Pronaos entfernt, die Papst Alexander VII. im 17. Jahrhundert durch Säulen aus den Nerothermen ersetzen ließ.

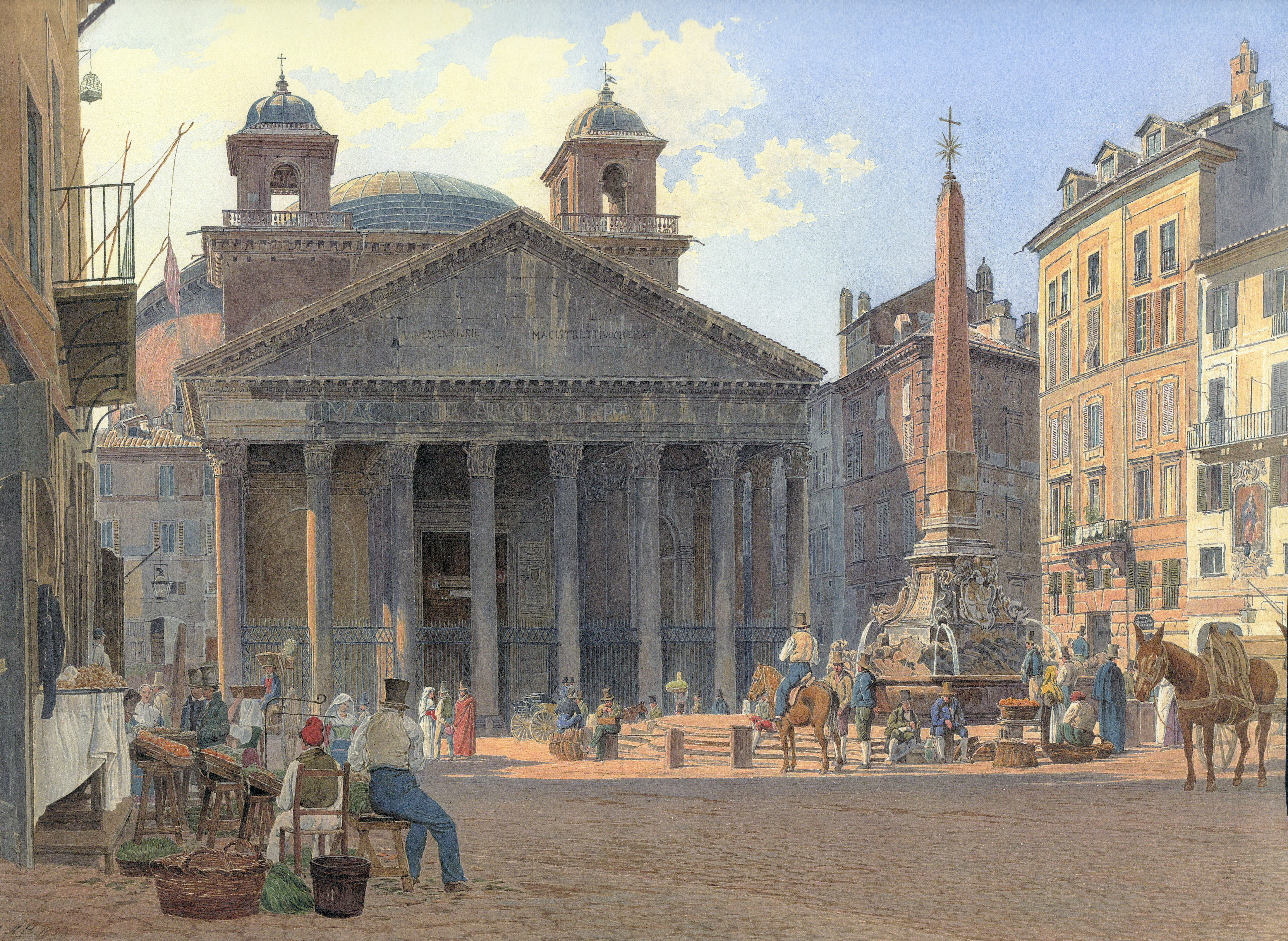
Das Pantheon um 1836 mit den von Bernini entworfenen Glockentürmen über dem Pronaos

Im Jahr 1270 wurde ein romanischer Glockenturm über dem Pronaos errichtet. Im Laufe des 15. und 16. Jahrhunderts wurde der Platz vor dem Pantheon im Auftrag mehrerer Päpste freigeräumt und eingeebnet, so dass die heutige Piazza della Rotonda entstand. Seit dem 16. Jahrhundert wurde das Pantheon zur Grabeskirche bedeutender Persönlichkeiten, später auch des italienischen Königshauses. Im 17. Jahrhundert veranlasste Papst Urban VIII. aus der Familie der Barberini die Entfernung der bronzenen Platten, mit denen der Dachstuhl des Pronaos verkleidet war, und ließ sie größtenteils zu 80 Kanonen für die Engelsburg verarbeiten, zum Teil aber auch für das Ziborium des Petersdoms verwenden. Die Bevölkerung Roms prägte daraufhin das Sprichwort Quod non fecerunt barbari, fecerunt Barberini („Was die Barbaren nicht schafften, das schafften die Barberini“). Anstelle des Glockenturms aus dem 13. Jahrhundert ließ Urban zwei von Bernini entworfene Türme im Osten und Westen des Pronaos errichten. An die beiden Baumaßnahmen – die Einschmelzung der bronzenen Deckenplatten und die Errichtung der beiden Türme – erinnern zwei Inschriften in der Vorhalle des Pantheon. 1883 wurden die Türme – mittlerweile als orecchie d’asino (Eselsohren) verspottet – wieder abgerissen.
Insgesamt gehört das Pantheon zu den am besten erhaltenen Bauten der römischen Antike, was vor allem seiner recht frühen Umwandlung in eine Kirche zu verdanken ist.

## Baubeschreibung

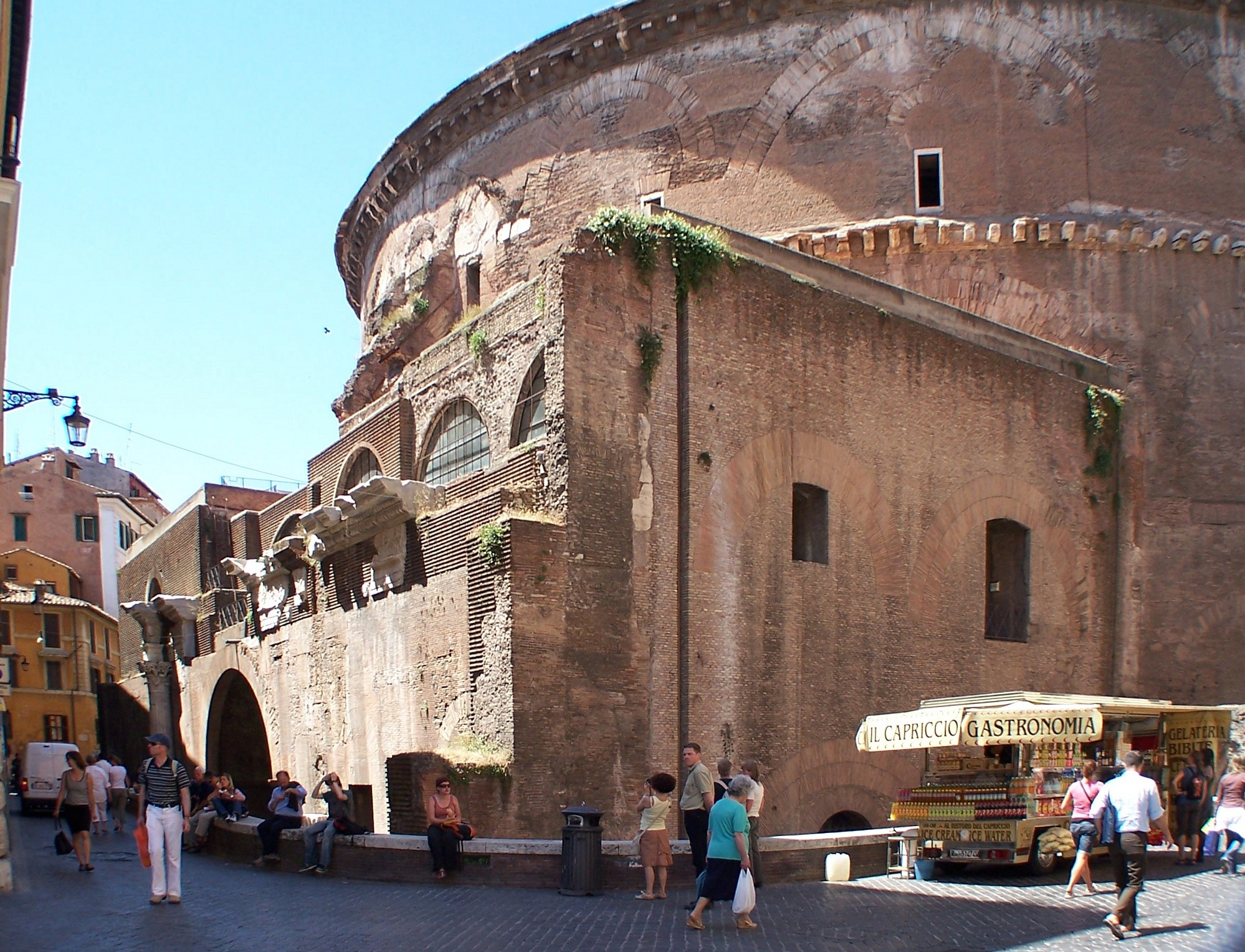
Rückseite des Pantheon

### Das Pantheon Agrippas
Agrippa ließ seinen Bau auf dem Marsfeld auf dem Gelände errichten, das zuvor Pompeius, dann Marcus Antonius gehört hatte. In unmittelbarer Nähe entstanden weitere von ihm geplante und finanzierte Bauprojekte, wie etwa die Agrippa-Thermen oder die Saepta Julia, eine große Versammlungshalle, deren Bau bereits Caesar begonnen hatte. Das Pantheon Agrippas nahm in Grundzügen die Anlage Hadrians vorweg. Es besaß einen breitrechteckigen Pronaos von ca. 44 m × 20 m. Im Süden schloss sich ein Rundbau an. Der ältere Pronaos, auf dessen Überreste man bei 1892/1893 sowie 1996/1997 durchgeführten Grabungen stieß, lag an derselben Stelle wie der des Nachfolgerbaus, war allerdings etwas breiter. Ging man früher davon aus, dass der Bau Agrippas gegenüber dem heute vorhandenen Bau Hadrians genau umgekehrt ausgerichtet war und sich auf das nördlich liegende Augustusmausoleum bezog, legen die Ergebnisse der Ausgrabungen in den 1990er Jahren nahe, dass es unter Hadrian keine Neuorientierung des Neubaus gab, sondern Hadrians Architekt diesbezüglich dem augusteischen Pantheon folgte. Dieses besaß entweder eine zehnsäulige Front oder eine achtsäulige zwischen vorgezogenen Anten. Im Pronaos waren Statuen des Augustus und des Agrippa aufgestellt. Im Bereich der Rotunde stieß man bei den Grabungen auf eine runde Mauer, die dieselbe Fläche umschloss, die auch der spätere Rundbau beanspruchte. Im Unterschied zum Nachfolgerbau war dieser Gebäudeteil allerdings nicht überdacht. Es handelte sich um einen kreisrunden Bau oder offenen Hof von ungefähr 44 m Durchmesser, der von einer etwa zwei Meter hohen Mauer umgeben und mit Platten aus Pavonazzetto (ein Marmor aus den Brüchen von Dokimeion), weißem Marmor und Travertin gepflastert war. Seine Gestaltung im Inneren ist ungeklärt. Cassius Dio überliefert, dass hier Götterstatuen (namentlich nennt er Mars und Venus) sowie eine Statue Caesars aufgestellt waren.
Dieser Bau Agrippas wurde durch einen Brand im Jahr 80 beschädigt und wird unter den von Domitian restaurierten Gebäuden aufgeführt. Der vollständigen Neugestaltung in hadrianischer Zeit ging ein umfassend zerstörender Brand im Jahr 110 unter Trajan voraus.

### Das Pantheon hadrianischer Zeit

#### Der Vorplatz

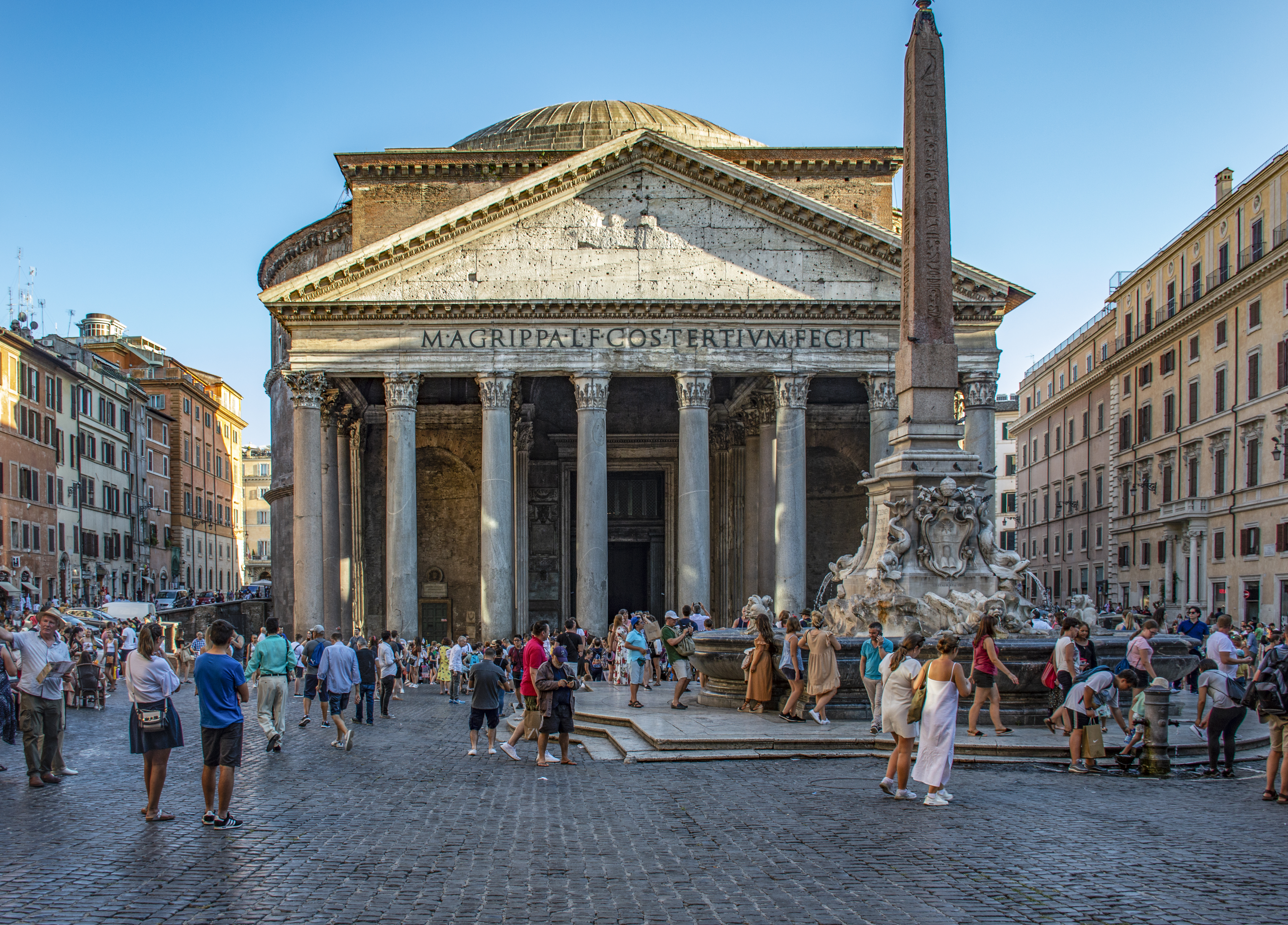
Pantheon an der Piazza della Rotonda

Nördlich des Pantheon liegt heute die Piazza della Rotonda mit dem dort aufgestellten ägyptischen Obelisken. Zu Zeiten Hadrians lag das Straßenniveau zwischen 1,50 und 2,50 m unter dem heutigen. Zum Nordeingang des Baus führte ein ungefähr 60 × 120 m messender, mit Travertinplatten gepflasterter Platz, der im Westen, Norden und Osten von Säulenhallen rechtwinklig eingefasst war. Die Hallen wurden von Säulen aus grauem Granit getragen und fußten auf einer Reihe von fünf Stufen aus Marmor (Giallo antico). Der Pronaos des Pantheon wurde im Westen und im Osten durch je ein Brunnenbecken aus prokennesischem Marmor mit den Säulenhallen verbunden. Die beiden Statuen der Flussgötter Tiber und Nil, die heute auf dem Kapitolsplatz aufgestellt sind, könnten ursprünglich hier als Brunnenfiguren gedient haben.
Aufgrund der modernen Bebauung der Gegend nördlich des Pantheon sind die archäologischen Befunde zu dem gesamten Vorplatz recht spärlich. So bleiben beispielsweise die genaue Lage und das Aussehen der nördlichen Säulenhalle reine Spekulation, da hierzu keine Befunde existieren. Eine Struktur, die sich im Zentrum des Platzes befand, lässt sich heute nicht mehr klar identifizieren.

#### Der Pronaos
Der dem Rundbau im Norden vorgelagerte Pronaos erweckt den Eindruck eines typisch römischen Podiumstempels. Der Neubau (118 bis 125 n. Chr.) trägt auf dem Fries die Inschrift „M • AGRIPPA • L • F • COS • TERTIUM • FECIT“ („Marcus Agrippa, Sohn des Lucius, zum dritten Mal Konsul, hat (es) erbaut.)“. Eine zweite Inschrift erwähnt noch eine Restaurierung des Gebäudes im Jahr 202 n. Chr. durch die Kaiser Septimius Severus und Caracalla. Das darüberliegende Giebelfeld ist heute leer, war in der Antike aber vermutlich durch einen Adler geschmückt, der die Corona civica in den Fängen hielt. Er besitzt einen rechteckigen, 33,10 × 15,50 Meter messenden Grundriss und ist nur von der nördlichen Seite aus zugänglich. Während sich heute eine dreistufige Treppe über nahezu die gesamte Nordseite des Pronaos entlangzieht, war dessen rund 1,50 Meter hohes Podium ursprünglich nur über zwei jeweils 7,30 Meter breite Treppen zu betreten. Die Nordfassade wird durch eine Säulenstellung aus acht unkannelierten korinthischen Säulen aus grauem ägyptischen Granit vom Mons Claudianus mit Säulenbasen aus Marmor gegliedert, während die übrigen Säulen des Pronaos aus rotem Granit gearbeitet wurden. Die Kurzseiten sind zwei Säulenstellungen tief.

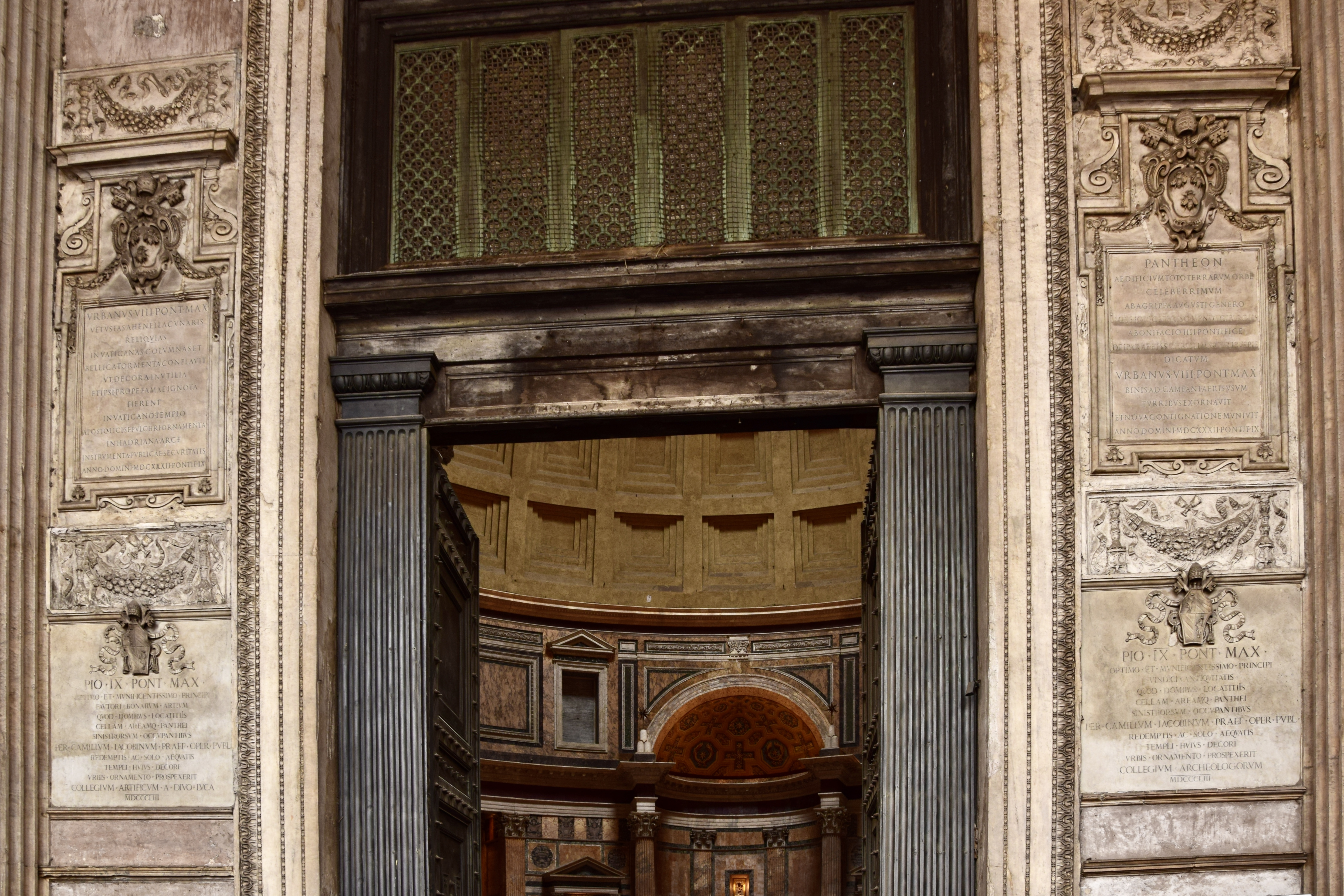
Eingangsbereich mit 6 Meter hoher Bronzetür (2008)

Das Innere des Pronaos wird durch vier unkannelierte korinthische Säulen in drei Schiffe aufgeteilt und erinnert an den typisch etruskisch-römischen Tempel. Den Fußboden bedecken Platten aus Marmor, Granit und Travertin, die einfache Kreis- und Rechteckmuster bilden. Die beiden Seitenschiffe schließen im Süden mit einer Apsis ab, wo vermutlich ursprünglich Statuen des Augustus und des Agrippa aufgestellt waren. Die Südwand des Pronaos ist reich mit Marmorplatten verziert und wird durch korinthische Marmorpilaster gegliedert. Die hölzernen Balken des Dachstuhls waren in der Antike mit Bronzeplatten verkleidet. Das gegenüber den Seitenschiffen breitere Mittelschiff endet mit einer 6 Meter hohen Bronzetür, bei der es sich um die wiederverwendete Tür aus dem Bau des Agrippa handeln könnte. Durch sie betritt man die Rotunde.
Von außen sieht man, dass das Satteldach des Pronaos bis zur Höhe des Kuppelansatzpunktes ragt. An den Schmalseiten des Pronaos werden Architrav, Fries und Geison bis zur Rotunde weitergeführt, die seitliche Säulenstellung endet in marmornen Pilastern. Oberhalb des Pronaos weist der Bau keine weiteren Inkrustationen auf und wird nur noch durch ein Tympanon zwischen zwei Gesimsen gegliedert.

#### Die Rotunde

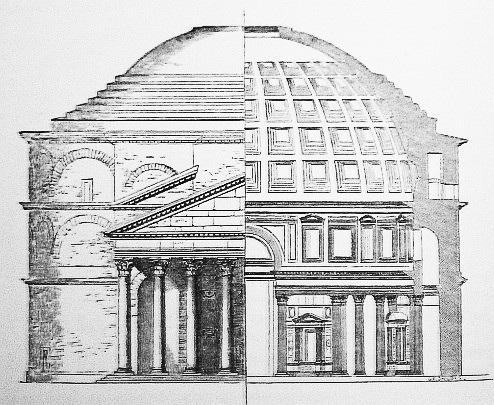
Schnittdarstellung der Rotunde des Pantheon, James Ferguson, A History of Architecture in All Countries, London 1893

Der wichtigste Baubestandteil des Pantheon ist ein überwölbter Rundbau von 43,30 m (das heißt 150 römische Fuß) Innendurchmesser und -höhe. Das tragende Mauerwerk besteht aus Opus caementicium, einem Gussmauerwerk, mit Ziegeln als verlorener Schalung unterbrochen durch Ausgleichslagen. Die Ausgleichslagen bestehen im unteren Bereich aus Travertin und Tuff, im mittleren Bereich aus Ziegeln und im oberen Bereich zum großen Teil aus Tuff, so dass das Gewicht mit der Höhe abnimmt. In der Kuppel besteht der Zuschlag aus leichtem Lapilli-Tuff. Die tragenden Mauern ruhen auf einem 7,50 m breiten und 4,60 m tiefen ringförmigen Fundament aus Gussmauerwerk mit Travertin als Ausgleichslagen. Die Außenfassade dieser Rotunde ist einfach gestaltet und wird lediglich durch drei Gesimse gegliedert. Deutlich zu erkennen sind halbkreisförmige Entlastungsbögen aus Ziegeln, die den enormen Druck der Kuppel abfangen. Es finden sich heute keine Spuren, die darauf hindeuten würden, dass die Fassade in der Antike mit Marmorplatten verkleidet gewesen wäre.
Die Rotunde vermittelt ein gänzlich anderes Raumgefühl als der Pronaos. Dessen typischem Aufbau eines rechteckigen römischen Podiumstempels steht der kreisrunde, von der Kuppel dominierte Innenraum gegenüber, wie er bezüglich der Dimensionen in der römischen Tempelarchitektur kein Vorbild hat. Die ursprüngliche, reiche Ausstattung des Innenraums mit verschiedenfarbigem Gestein aus allen Teilen des Mittelmeerraums hat sich in ihren Grundzügen bis heute erhalten. Der Fußboden greift die Gestaltung im Pronaos auf und ist mit einem Muster aus großen Quadraten und Kreisen aus Porphyr, grauem Granit und Giallo Antico (dem begehrten gelben Marmor aus Simitthu), die von Bahnen aus Pavonazzetto gerahmt werden, überzogen. Die umlaufende Wand ist in zwei Dekorzonen unterteilt. In der unteren Zone wird die Wand durch sieben Nischen sowie das Eingangsportal gegliedert. Lediglich das Tonnengewölbe über dem Eingang und die Kalotte der Südnische schneiden in die obere Wandzone ein. Die Nischen besitzen abwechselnd halbrunden und rechteckigen Grundriss. Sie werden gerahmt von Eckpfeilern mit korinthischen Kapitellen. In die Nischen eingestellt sind je zwei kannelierte korinthische Säulen. Außer in der südlichen befinden sich in allen übrigen Nischen je drei Ädikulä. Hier waren in der Antike möglicherweise Statuen verdienter Römer aus republikanischer Zeit aufgestellt. Auch zwischen den einzelnen Nischen sind Ädikulä vorgeblendet. Die freibleibenden Wandteile der unteren Dekorzone sind mit einem geometrischen Muster aus Kreis- und Rechteckfeldern aus verschiedenfarbigem Gestein bedeckt. Nach oben schließt die untere Zone mit einem reich verzierten Gebälk ab. Die Inkrustation der darüber liegenden Attikazone ist heute nicht mehr original erhalten, kann aber in einem kurzen Abschnitt nach Zeichnungen von Baldassare Peruzzi und Raffael rekonstruiert werden. Sie war mit einem ähnlichen, aber zierlicheren Muster wie die untere Zone bedeckt.

#### Die Kuppel

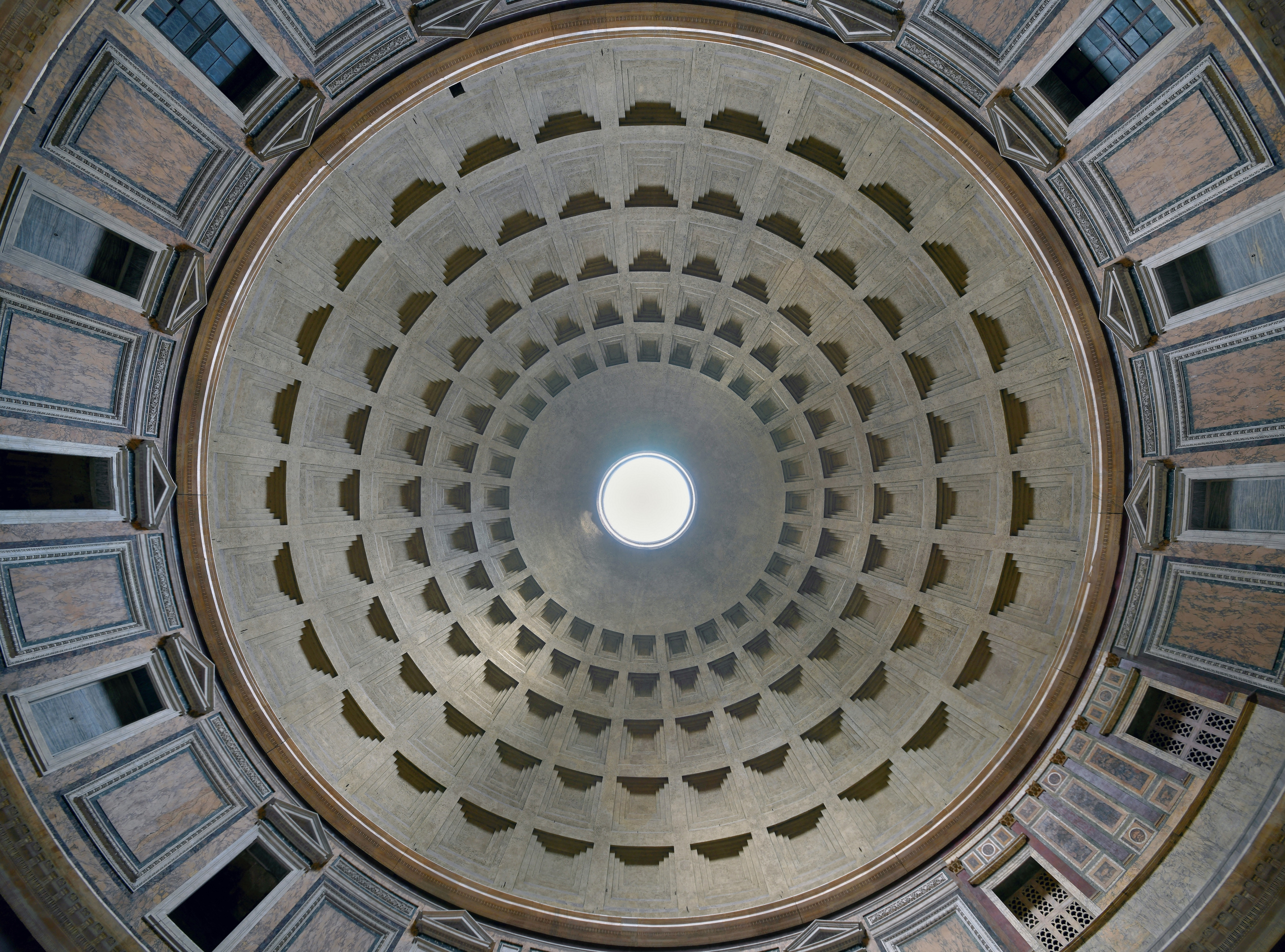
Blick in die Kuppel des Pantheon (2018)

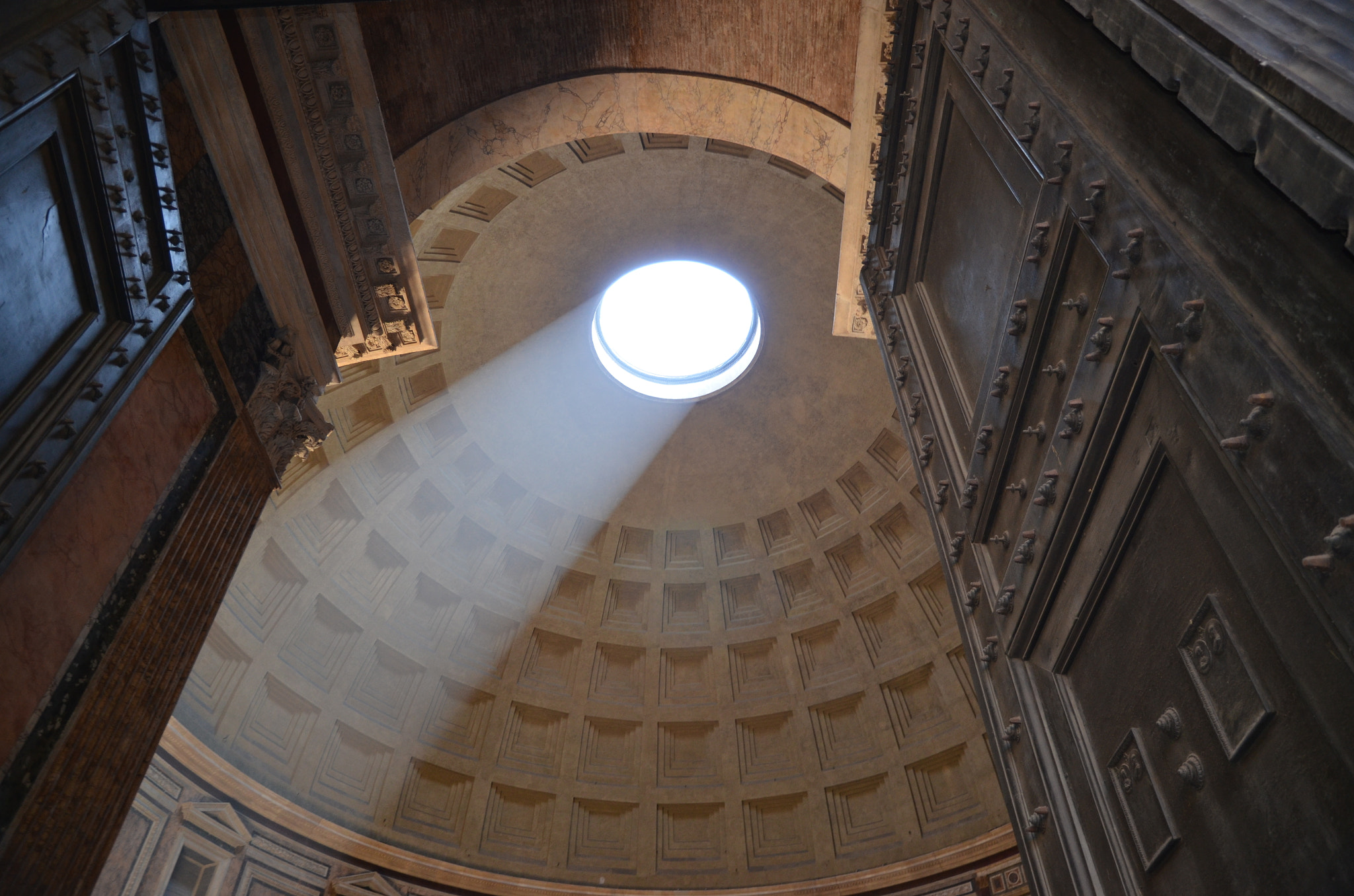
Kuppel mit Opaion, durch den das Tageslicht in Form eines Lichtkegels in den Innenraum fällt

Die Kuppel des Pantheons ist der bemerkenswerteste Teil des Gebäudes. Mit einem Innendurchmesser von 43,44 m ist sie bis heute das Größte, das jemals aus unbewehrtem Beton gebaut wurde. Der Beton (Opus caementicium), gemischt mit Tuffstein und Bimsstein auf einer Holzschalung, steigt zu immer kleineren Rosetten auf, die zur Mitte hin zusammenlaufen. Bislang war die Wissenschaft davon ausgegangen, dass der Schlüssel für die Dauerhaftigkeit des Betons im Puzzolane lag. Dabei handelt es sich um eine vulkanische Asche aus der Gegend von Pozzuoli am Golf von Neapel, die die Baumeister im ganzen römischen Reich für die Herstellung von Beton verwendeten. Doch eine Studie des Massachusetts Institute of Technology belegte 2023, dass der Grund in zahllosen millimeterkleinen Kalkklümpchen liege, die in modernen Betonrezepturen nicht vorkommen. Diese Kalkklümpchen würden Risse, die im Laufe der Zeit entstünden, selbstständig wieder reparieren. Äußerlich ist der erste Abschnitt der Kuppel nicht sichtbar, da er von den sieben Gesimsen bedeckt ist. Zu einer Kugel vervollständigt würde sie etwa einen halben Meter unter dem Boden hindurch führen. Der römische Beton der Kuppel wurde aus leichtem vulkanischen Tuff- und Bimsstein vermischt. Zur weiteren Gewichtsersparnis wird die Kuppel durch fünf konzentrische Ringe aus je 28 Kassetten gegliedert, wobei die Kassetten der einzelnen Ringe nach oben hin immer kleiner werden. Die Gliederung der Kassetten entspricht nicht jener der darunterliegenden Wand, sondern ist leicht versetzt. Ursprünglich war die Innenseite der Kuppel bemalt und jede Kassette trug einen bronzenen, möglicherweise vergoldeten Stern oder eine Rosette. Am Scheitelpunkt der Kuppel befindet sich eine kreisrunde Öffnung von neun Metern Durchmesser, das Opaion, das neben dem Eingangsportal die einzige Lichtquelle des Innenraums darstellt. Um das hierdurch eindringende Regenwasser abzuleiten, ist der Boden des Kuppelsaals leicht zum Zentrum hin geneigt und an günstigen Stellen mit 22 kleinen Abflüssen versehen. Am Außenbau ist die Mauer unterhalb der Kuppel höher als im Innenraum, sodass die Kuppel – von außen betrachtet – keine komplette Halbkugel darstellt. Außen ist die Kuppel mit Bronzeplatten gedeckt, deren antike Originale allerdings nicht mehr erhalten sind.

### Technische Daten

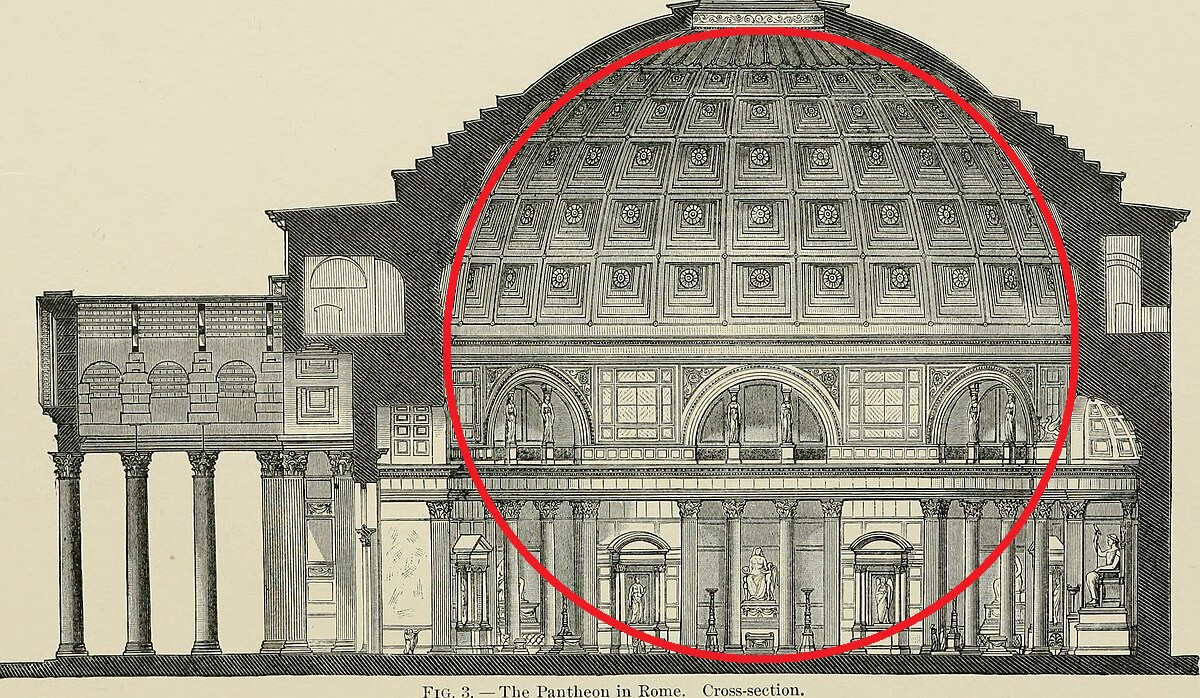
Die Peripherie der Kuppel ist eine perfekte Halbkugel, die nach unten vollendet eine Kugel ergibt, die den Fußboden tangiert

- Kuppelinnendurchmesser (ø): 43,45 m[35]
- Kuppelschalendicke (KSD): 1,35 m[35]
- KSD zu ø: 1:32[35]
- Kuppelmaterial: Römischer Beton (Opus caementicium)[35]
- Grundriss: Rotunde[35]
- Ringmauerdicke (RD): 5,93 m[35]
- RD zu ø: 1:7,3[35]
- Durchmesser Opaion (DO): 8,95 m[35]
- DO zu ø: 1:4,9[35]
- Höhe: 21,75 m
- Gewicht: 5000 t
- Maximale Dicke (Basis): 5,20 m
- Minimale Dicke (Rotunde): 1,40 m

## Deutung
Der Name Pantheon, der für die Antike nur einige Male nachgewiesen ist, legt eine Weihung an alle oder zumindest mehrere Götter nahe. Welche Gottheiten genau im Pantheon verehrt wurden, bleibt unklar. Innerhalb des Heiligtums aufgestellte Götterstatuen werden von Cassius Dio (53, 27) erwähnt, namentlich nennt er aber nur Mars, Venus und den Divus Iulius. Eine Möglichkeit wäre, die Verehrung sämtlicher Gestirn- bzw. Wochengötter zu rekonstruieren, also auch von Sol, Luna, Mercurius, Jupiter und Saturnus. Ebenfalls denkbar ist, dass Agrippa ein Heiligtum für Augustus und dessen Familie, die Julisch-Claudische Dynastie, sowie deren göttliche Ahnen und Schutzpatrone geplant hatte. Hierfür spricht die von Cassius Dio erwähnte Aufstellung einer Statue Caesars, Augustus’ vergöttlichten Adoptivvaters, im Heiligtum. Eine vergleichbare Anlage, der Nemrut Dağı, ist aus dem kleinen hellenistischen Königreich von Kommagene bekannt, hier allerdings in Verbindung mit königlichen Bestattungen. Cassius Dio berichtet weiter, Augustus habe angeordnet, dass seine Statue nicht im Heiligtum, sondern außerhalb, im Pronaos, aufgestellt werden solle. Eine göttliche Verehrung seiner Person noch zu Lebzeiten hätte wohl kaum zum Bild des primus inter pares gepasst, das Augustus von sich propagieren ließ.
Ein runder, offener Hof, der von einer Mauer eingegrenzt wird und über einen Torbau rechteckigen Grundrisses zu betreten ist, ist als Heiligtum aus der römischen Architekturgeschichte bereits aus der Zeit vor Augustus bekannt. Es scheint sich dabei um einen besonders ehrwürdigen altitalischen Bautypus zu handeln, weshalb Agrippa ihn auch für sein Monument wählte. Durch das Anfügen des tempelartigen Pronaos und die ungewöhnliche Größe verlieh er ihm allerdings eine Monumentalität, die vergleichbare ältere Anlagen nicht besessen hatten. Das gleiche Vorgehen, altitalische Bauformen mit kostbaren Materialien oder monumentalen Ausmaßen zu kombinieren, findet sich auch bei anderen Bauwerken aus der Zeit des Augustus, wie etwa der Ara Pacis oder dem Augustusmausoleum.
Als Hadrian das Pantheon neu errichten ließ, verzichtete er darauf, seinen Namen an dem Bau anbringen zu lassen, und nannte in der Inschrift auf dem Fries des Pronaos Agrippa als Bauherren. Dies entspricht ganz der Politik Hadrians, der so seine tugendhafte Zurückhaltung inszenieren konnte. Es gibt keinen Grund anzunehmen, dass das hadrianische Pantheon nicht grundsätzlich denselben Zweck erfüllte wie sein augusteischer Vorgänger. Die nun gewählte Bauform des überkuppelten Zentralraums findet in der damaligen Tempelarchitektur allerdings keine Vorbilder. Wolfram Martini stellte daher die These auf, beim Pantheon Hadrians habe es sich ursprünglich nicht um einen Sakralbau, sondern um eine Kaiseraula, einen Audienz- und Gerichtsraum, als Teil eines Kaiserforums gehandelt. Er zieht dafür Parallelen zu überkuppelten Sälen in der kaiserlichen Palastarchitektur, beispielsweise zur Domus Aurea Neros, bezieht allerdings den Vorgängerbau Agrippas und dessen Bedeutung in seine These nicht mit ein. Die den Himmel abbildende Kugelkuppel, das Opaion als Öffnung zu den Gestirnen, dessen Licht im Laufe des Tages über die Kuppel wandert, sowie die Siebenzahl der Wandnischen deuten für das hadrianische Pantheon auf eine Nutzung als Tempel der Gestirngottheiten hin. Das Opaion stellt auch in dem neuen Bau die direkte Verbindung zum offenen Himmel her, die ein wichtiges Element in Agrippas Pantheon gewesen war und die durch die Errichtung der Kuppel verloren zu gehen drohte.
Forschungsansätze außerhalb der Klassischen Altertumswissenschaften und Bauforschung machen seit den späten 1990er Jahren geltend, dass die Metrik des Bauwerks dem Versuch der neupythagoreischen Philosophie folgt, die Wissenschaften des Quadriviums – also Arithmetik, Geometrie, Musik und Astronomie – in ein harmonisches Ganzes zu integrieren. Das Pantheon wäre demnach ein Abbild des pythagoreischen Kosmos in mathematischer Umsetzung.

## Nutzung als Grabstätte

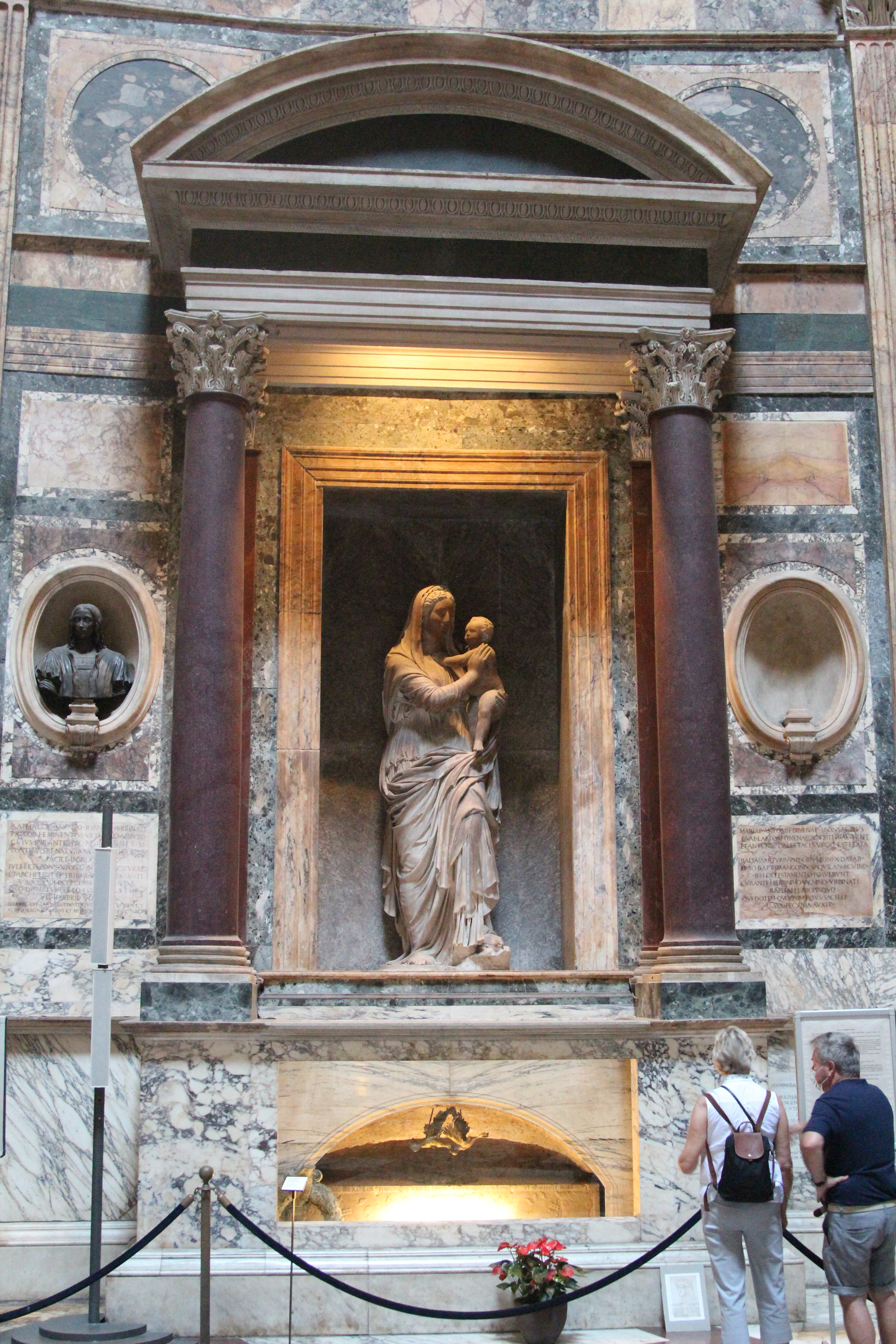
Grab Raffaels (2020)

Ab der Renaissance wurde das Pantheon in seiner Funktion als Kirche zur Grablege bedeutender Künstlerpersönlichkeiten, unter anderem für:
- den Maler Raffael (1483–1520), siehe Grabmal Raffaels
- den Architekten Baldassare Peruzzi (1481–1536)
- den Architekten Giacomo Barozzi da Vignola (1507–1573)[41]
- den Maler Perino del Vaga (1501–1547)
- den Maler Giovanni da Udine (1487–1564)
- den Maler Taddeo Zuccari (1529–1566)
- den Maler Annibale Carracci (1560–1609)
- den Komponisten Arcangelo Corelli (1653–1713)

Nach der Wiederentdeckung von Raffaels Grabmal 1833 wurde der Künstler in einem antiken römischen Sarkophag neu bestattet, der mit einem Zitat aus der ursprünglichen Grabinschrift des Humanisten Pietro Bembo versehen wurde. Auch andere Personen fanden im Pantheon ihre letzte Ruhestätte, beispielsweise Raffaels Verlobte Maria Bibbiena, und das Herz des Kardinals Ercole Consalvi wurde hier bestattet. Nach der Vereinigung Italiens diente der Bau dann als Grablege der ersten beiden italienischen Könige Viktor Emanuel II. und Umberto I. Auch Margarethe von Italien, Ehefrau Umbertos I., hat ihre Grabstätte im Pantheon. Dem im Exil verstorbenen letzten italienischen König Viktor Emanuel III. blieb das Pantheon als Ruhestätte wegen seiner während der Zeit des Faschismus eingenommenen zweifelhaften Rolle versagt.
Im Gegensatz zu den anderen Kirchen Roms, die der jeweiligen Religionsgemeinschaft – also in den allermeisten Fällen der katholischen Kirche – gehören, steht das Pantheon (wie auch die Kirche Santa Maria degli Angeli e dei Martiri) im Eigentum des italienischen Staates.

### Das Pantheon als Namensgeber
Durch seine spätere Nutzung als Grabeskirche wurde der Bau zusätzlich zum Namensgeber für andere Grablegen national bedeutsamer Personen, wie etwa für das bereits genannte Panthéon in Paris, das Pantheon der spanischen Könige im Escorial oder das Pantheon in Tiflis.

## Orgel

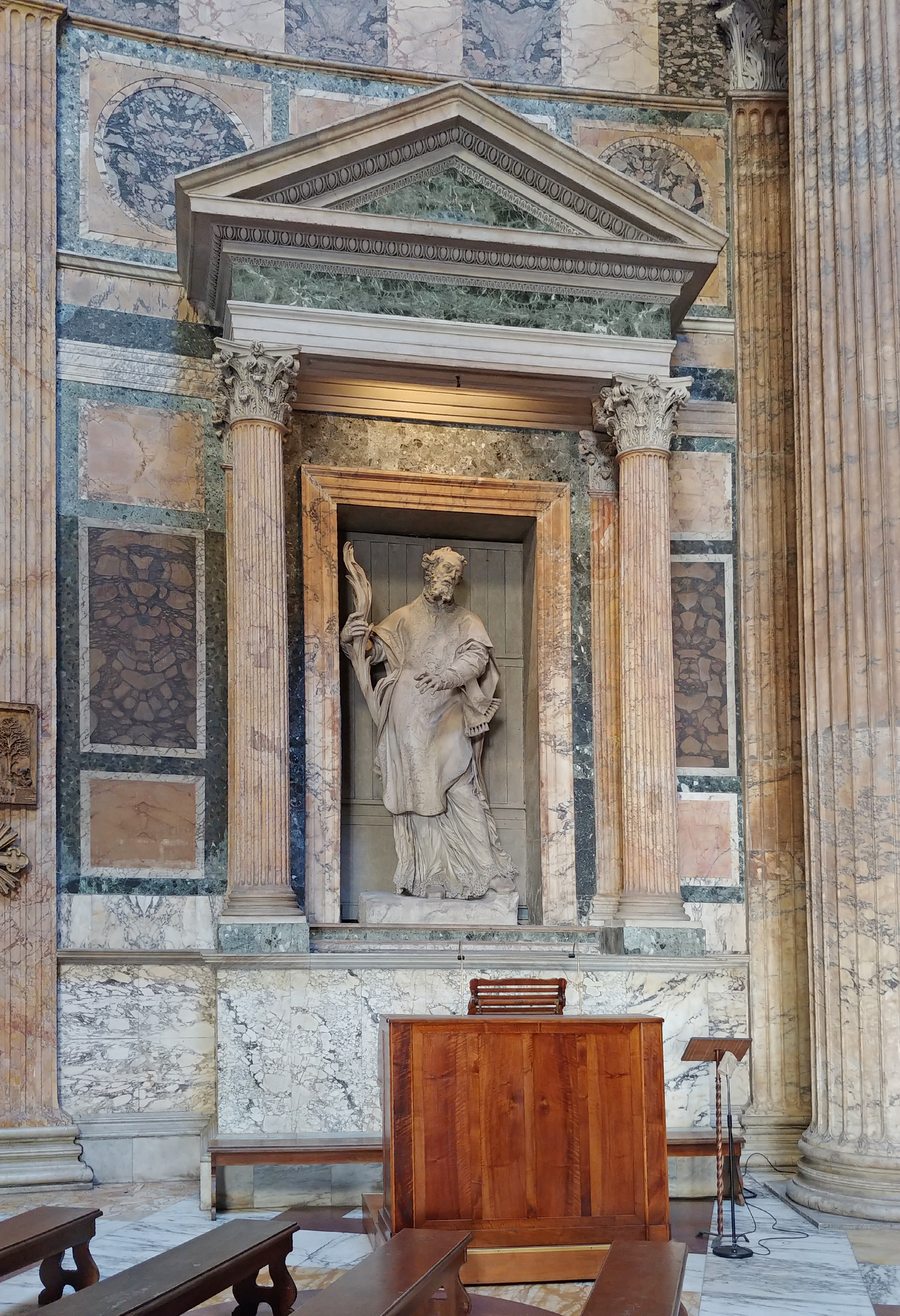
Tamburini-Orgel. Das Pfeifenwerk befindet sich in einem Generalschweller hinter der Statue (2020)

Die Orgel wurde während der Restaurierungsarbeiten 1925–1933 durch die Orgelbaufirma Tamburini erbaut. Das Instrument hat 8 Manualregister, die auf zwei Manualwerke registriert werden können, und 2 Pedalregister. Die Trakturen sind elektrisch. Die wegen der Feuchtigkeit des Gebäudes notwendig gewordene Restaurierung der Orgel besorgte im Jahr 2003 ebenfalls die Firma Tamburini.
| I Hauptwerk |       |
| Principal   | 8′    |
| Bordon      | 8′    |
| Gamba       | 8′    |
| Coro viole  | 8′    |
| Oktave      | 4′    |
| Flauto      | 4′    |
| Quinte      | 2 ⁄3′ |
| Ripieno V   |       |

| II Positiv |       |
| Principale | 8′    |
| Bordone    | 8′    |
| Gamba      | 8′    |
| Coro viole | 8′    |
| Ottava     | 4′    |
| Flauto     | 4′    |
| Quinte     | 2 ⁄3′ |
| Ripieno V  |       |

| Pedalwerk   |     |
| Contrabbass | 16′ |
| Bass        | 8′  |

- Koppeln: I/I (Superoktavkoppel), II/I (auch als Suboktavkoppel), I/P, II/P

## Nachwirkung

### Das Pantheon als architektonisches Vorbild
Bereits in der Antike entstanden Bauten, die sich an der Architektur des Pantheon orientierten, wie zum Beispiel der noch unter Hadrian errichtete Zeus-Asklepios-Tempel im Asklepieion von Pergamon.
Ab der frühen Neuzeit wurde der Einfluss des Pantheon auf die Architekturgeschichte besonders stark. Es wurde zum Prototyp für zahllose Kuppelbauten von der Renaissance bis ins 20. Jahrhundert, zum Beispiel:
- die Villa La Rotonda bei Vicenza, Architekt: Andrea Palladio, um 1590
- den Petersdom in Rom: Michelangelo und Giacomo della Porta, 1560–1600
- den Invalidendom in Paris, Architekt: Jules Hardouin-Mansart, um 1690
- die Klosterkirche St. Blasien im Schwarzwald, Architekt: Pierre Michel d’Ixnard, 1772
- die St.-Hedwigs-Kathedrale in Berlin, Architekt: Georg Wenzeslaus von Knobelsdorff, 1773
- die Kirche Sainte-Geneviève (das spätere Panthéon) in Paris, Architekt: Jacques-Germain Soufflot, um 1780
- das Pantheon als verkleinerte Nachbildung im Wörlitzer Park, Architekt: Friedrich Wilhelm von Erdmannsdorff, 1795–1797
- das Kapitol der Vereinigten Staaten in Washington (mit Stahlkuppel), Architekt: William Thornton, um 1800
- die Kirche St. Stephan in Karlsruhe, Architekt: Friedrich Weinbrenner, um 1810
- die Rotunde der University of Virginia, Architekt: Thomas Jefferson, um 1820
- die Rotunde im Alten Museum in Berlin, Architekt: Karl Friedrich Schinkel, 1824–1830
- der Tempio Canoviano im norditalienischen Possagno, Grabstätte des Bildhauers Antonio Canova, 1832
- die Kirche St. Petrus in Gesmold, Architekt: Emanuel Bruno Quaet-Faslem, 1836
- die Oberdischinger Dorfkirche „Schwäbisches Pantheon“

Sein striktes Raumprogramm war auch Vorbild für die Revolutionsarchitektur gegen Ende des 18. Jahrhunderts. Auch die von Albert Speer geplante Große Halle in Berlin weist deutliche Bezüge zum Pantheon auf.

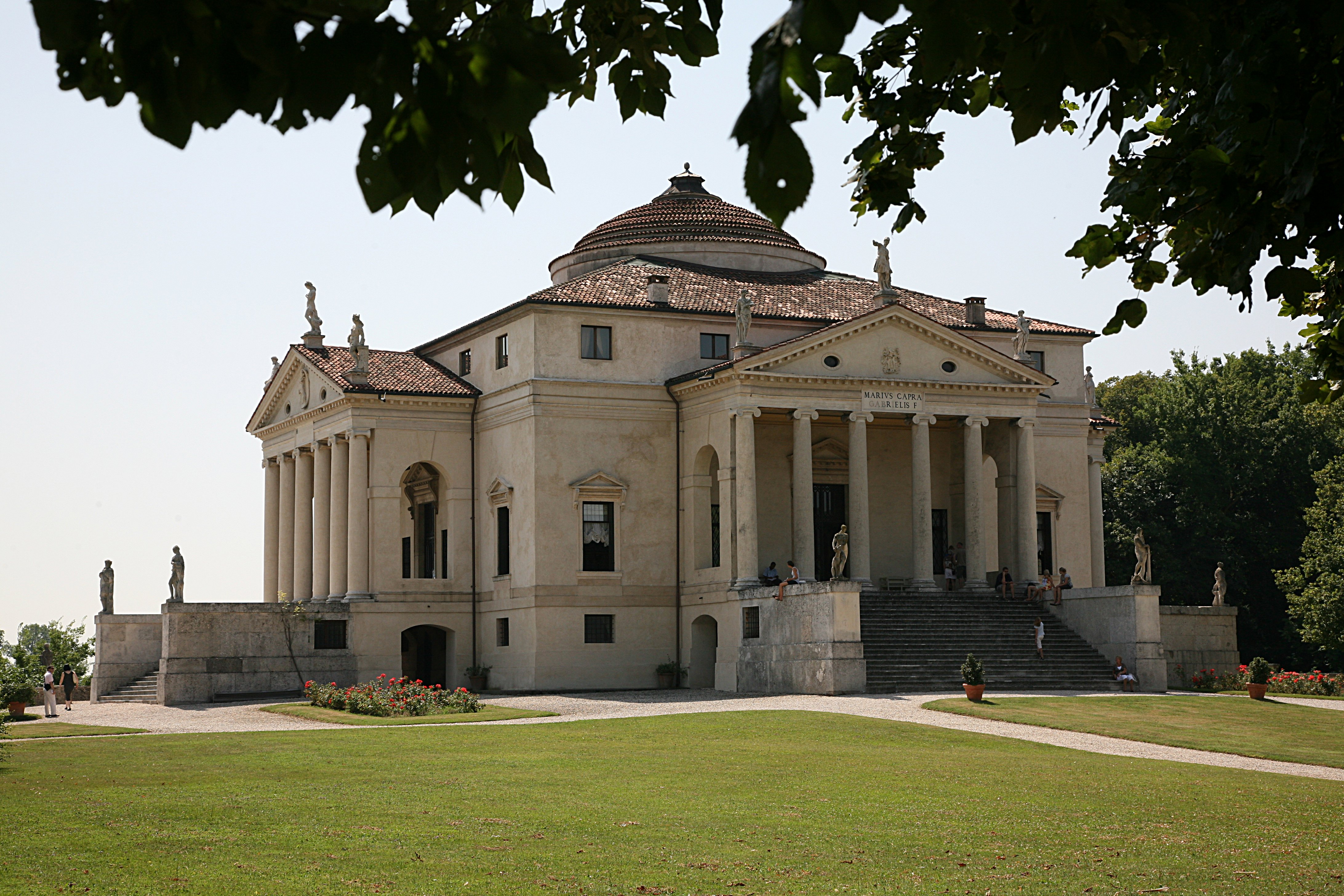
La Rotonda von Andrea Palladio nahe Vicenza
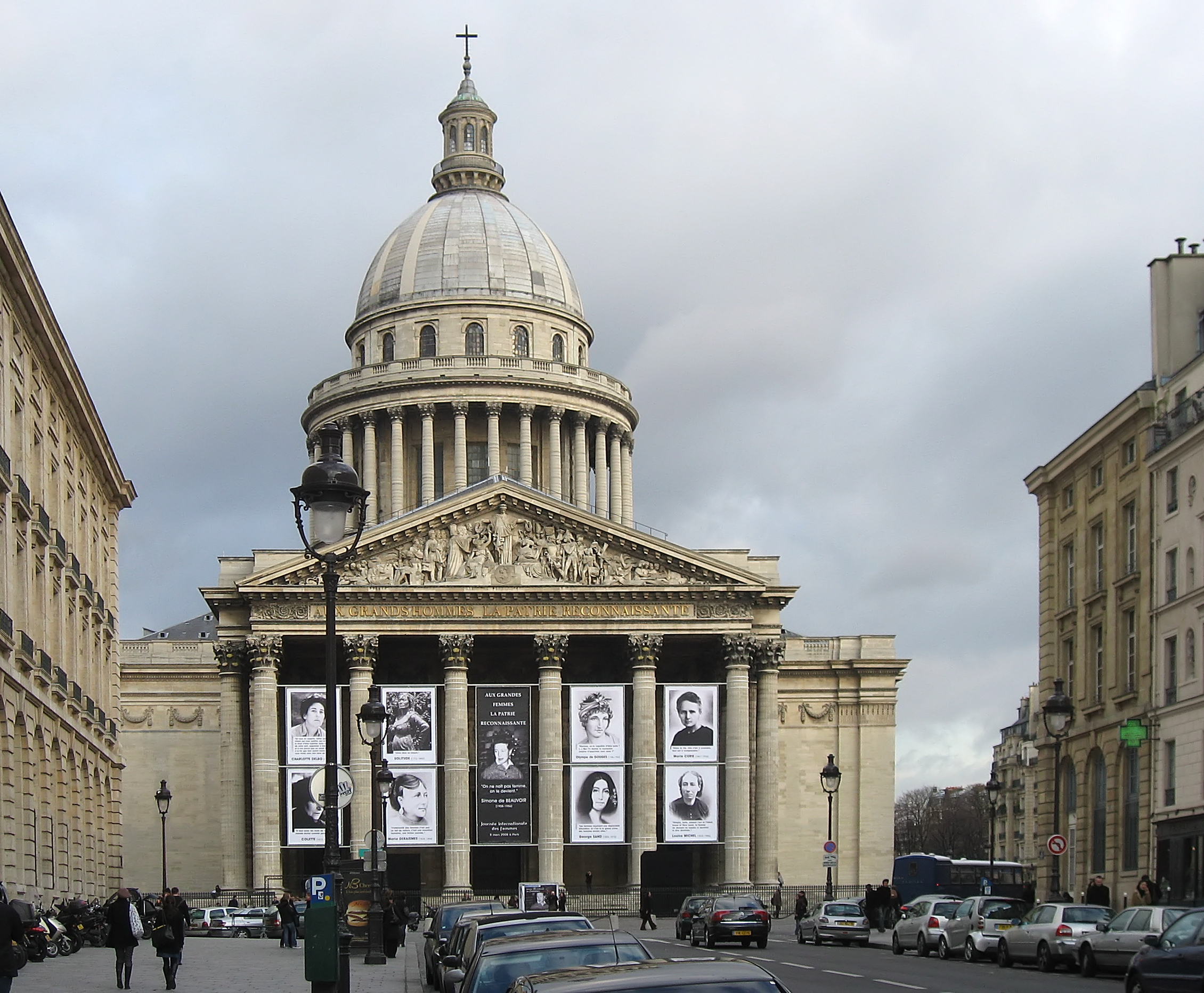
Das Panthéon in Paris
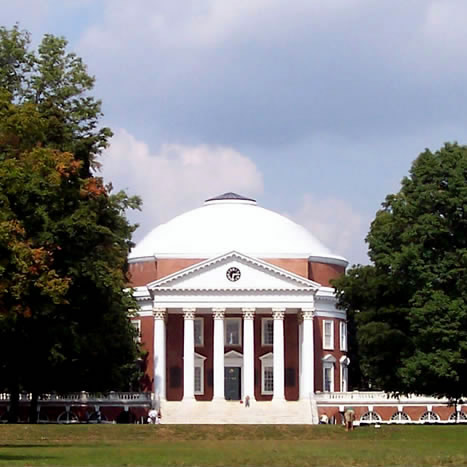
Die „Rotunde“ der Universität von Virginia
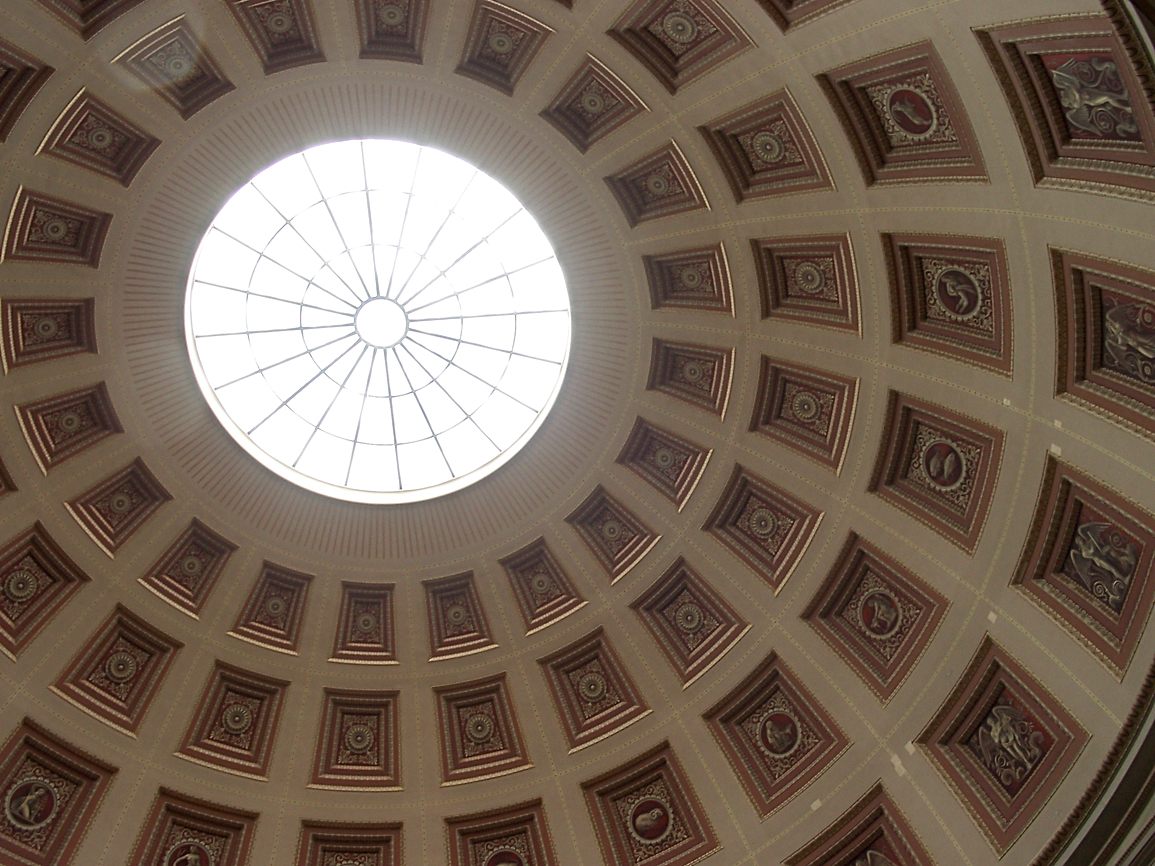
Die Kuppel der Rotunde im Alten Museum in Berlin
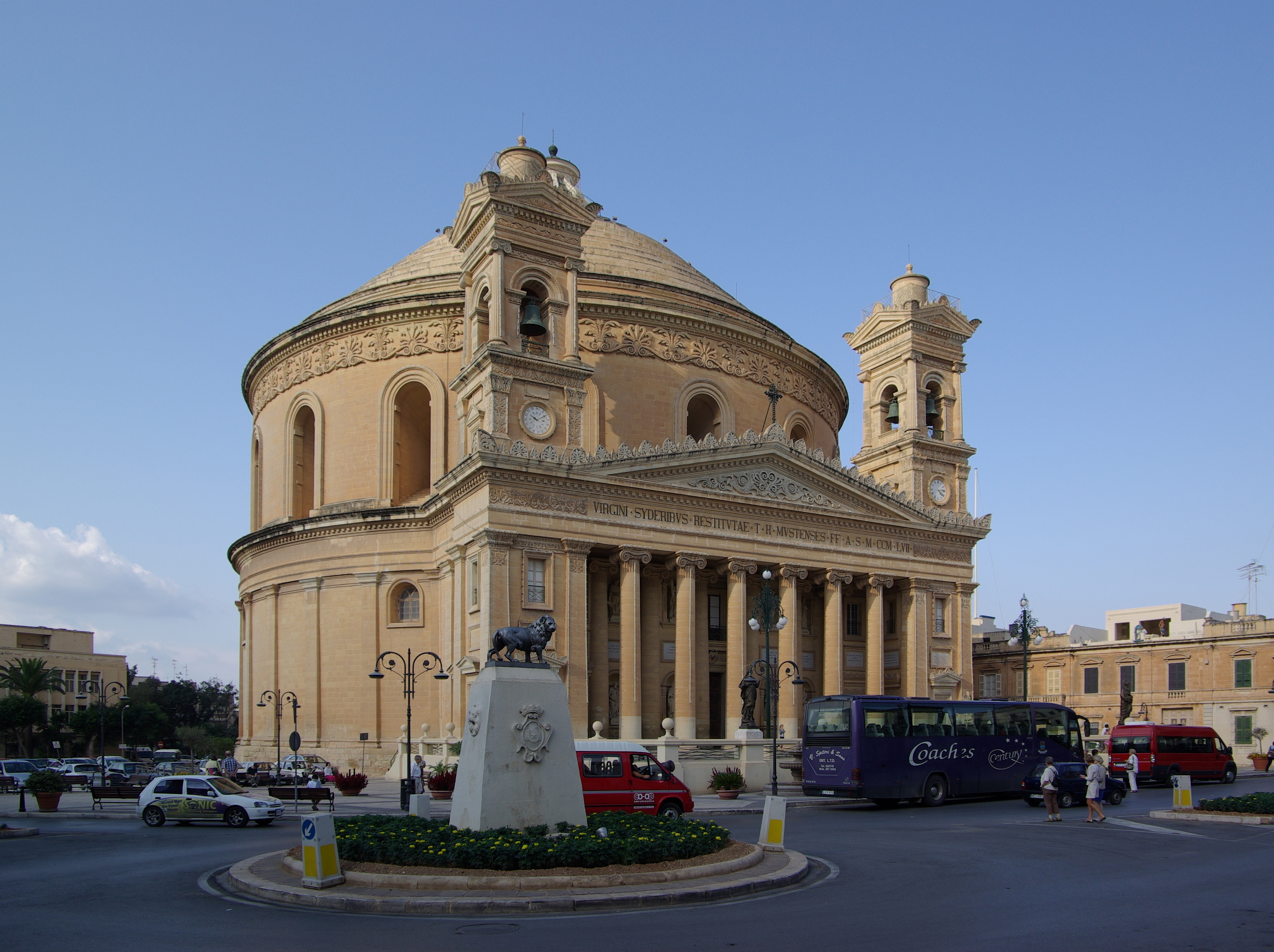
Rotunde von Mosta auf Malta
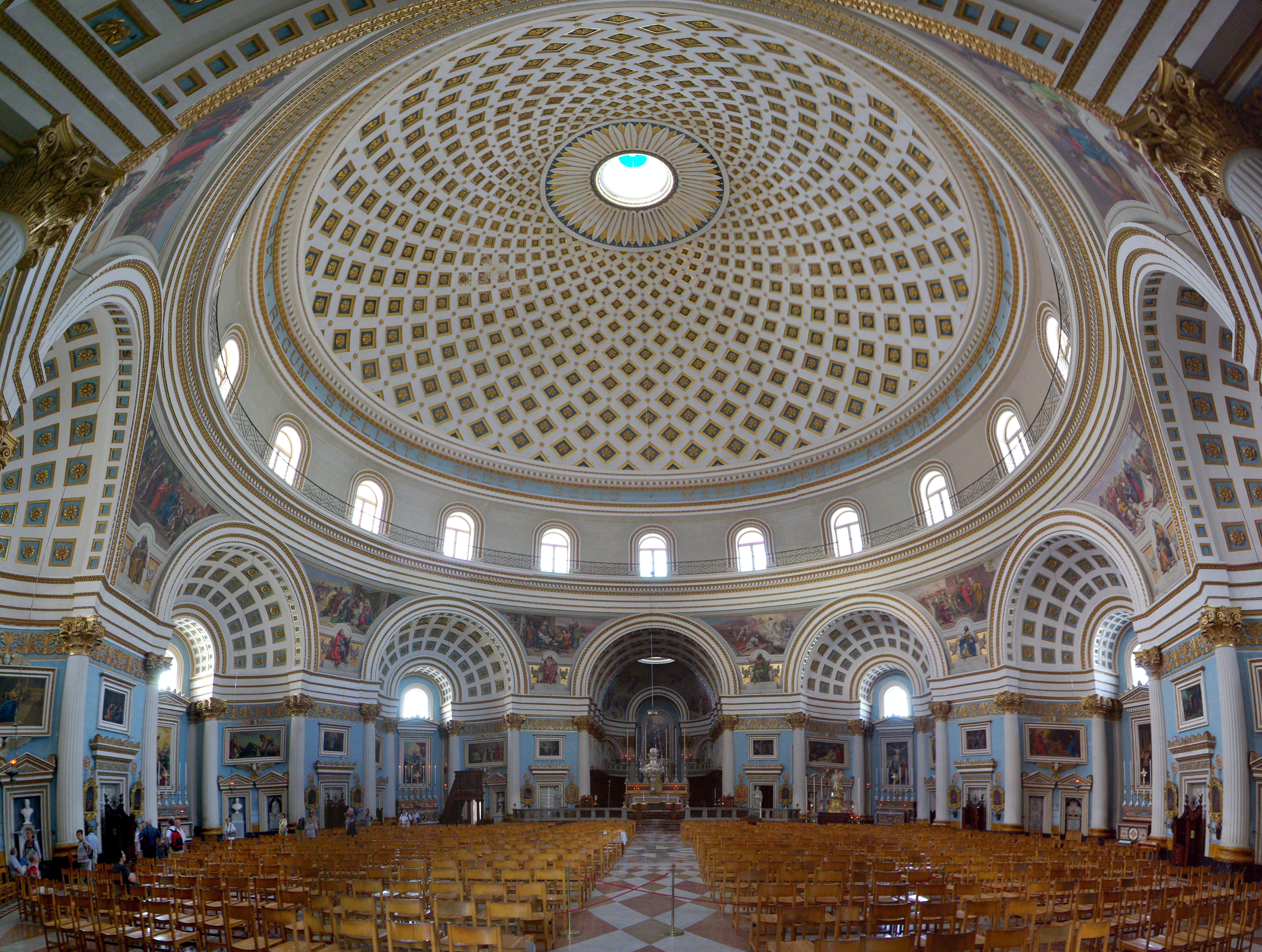
Innenansicht der Rotunde in Mosta
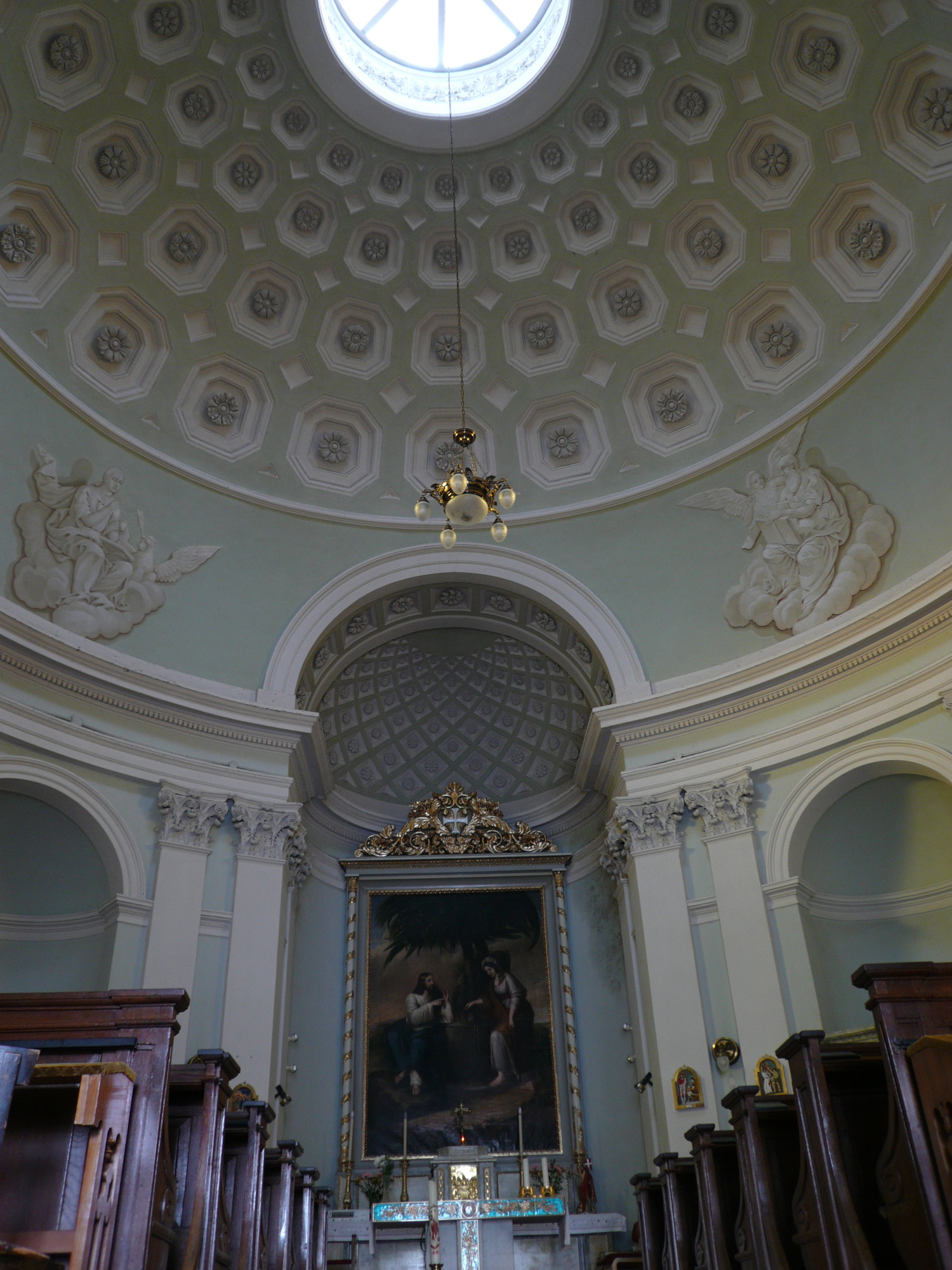
Kerek templom („Rundkirche“) in Balatonfüred, Ungarn
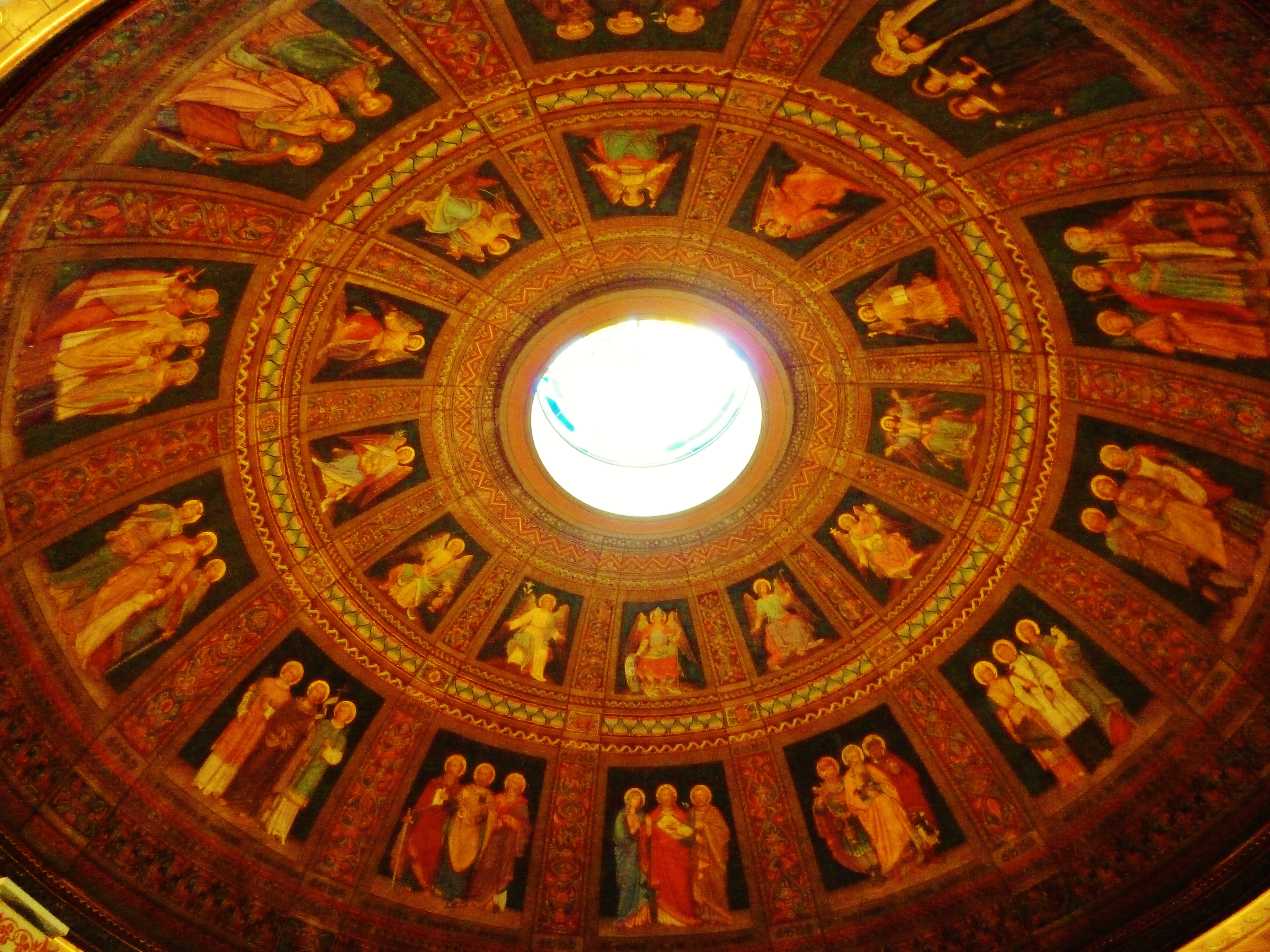
Kuppel mit Engeln und Heiligen, St.-Petrus-Kirche (Gesmold)
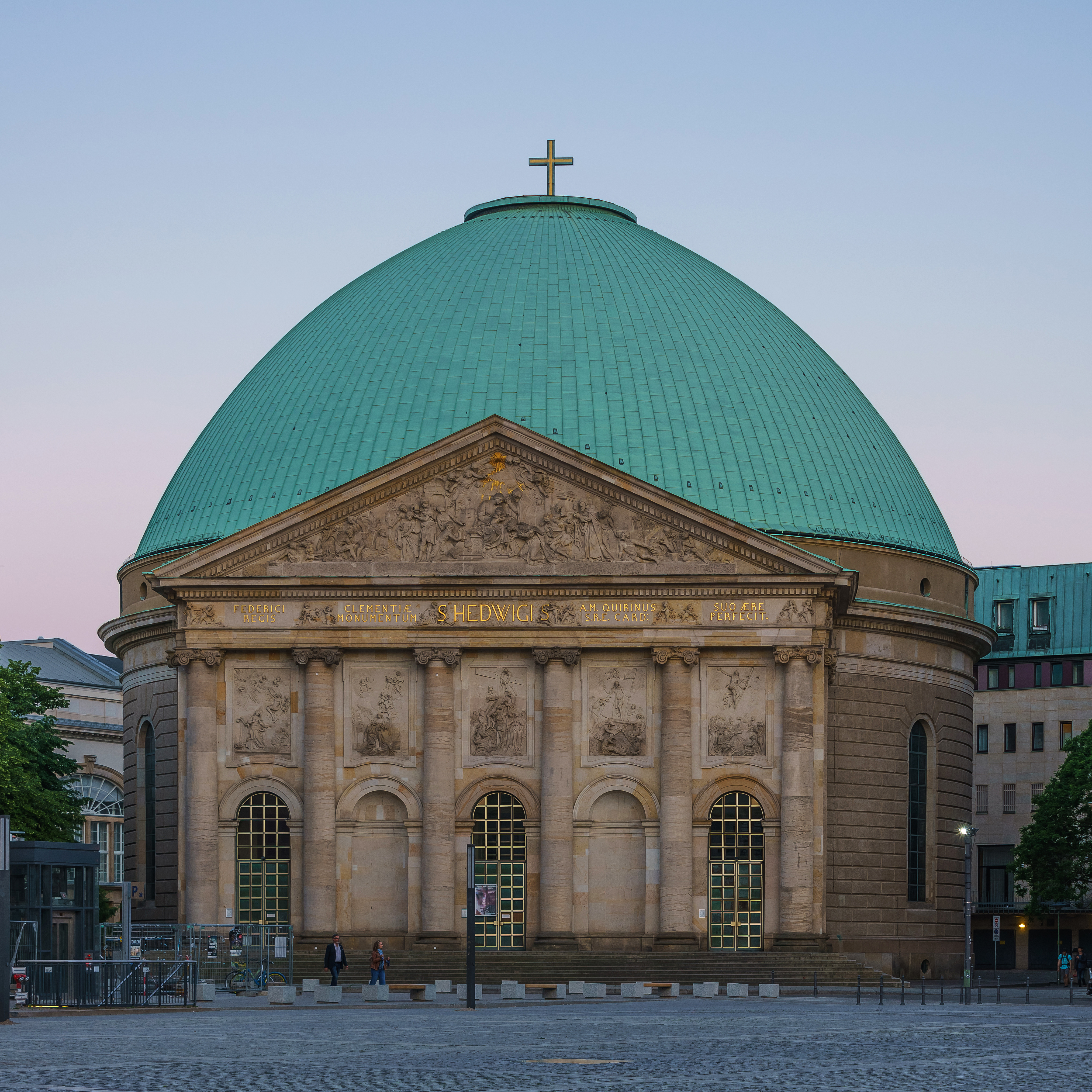
St.-Hedwigs-Kathedrale in Berlin
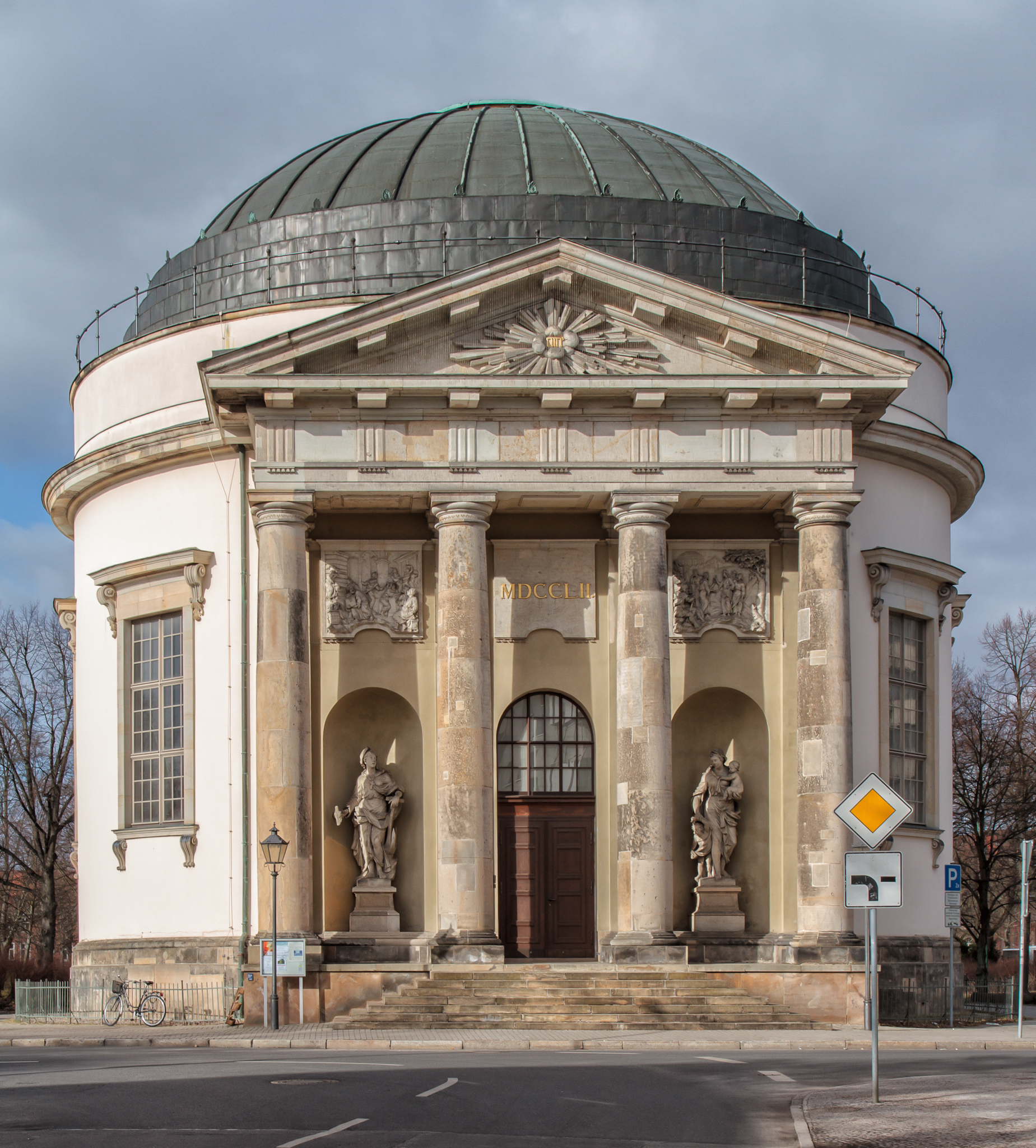
Französische Kirche (Potsdam)
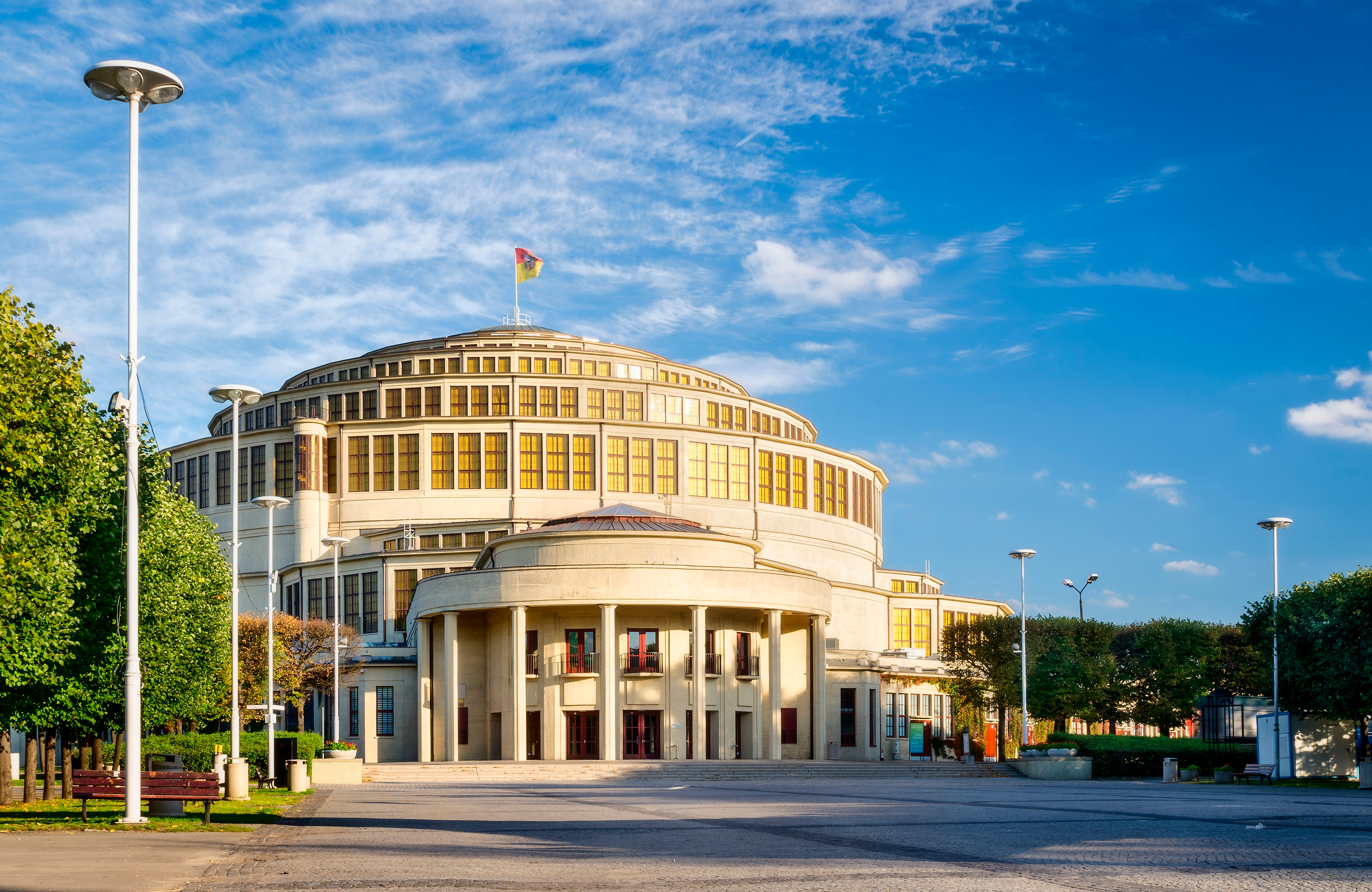
Jahrhunderthalle in Wrocław (Breslau), Polen
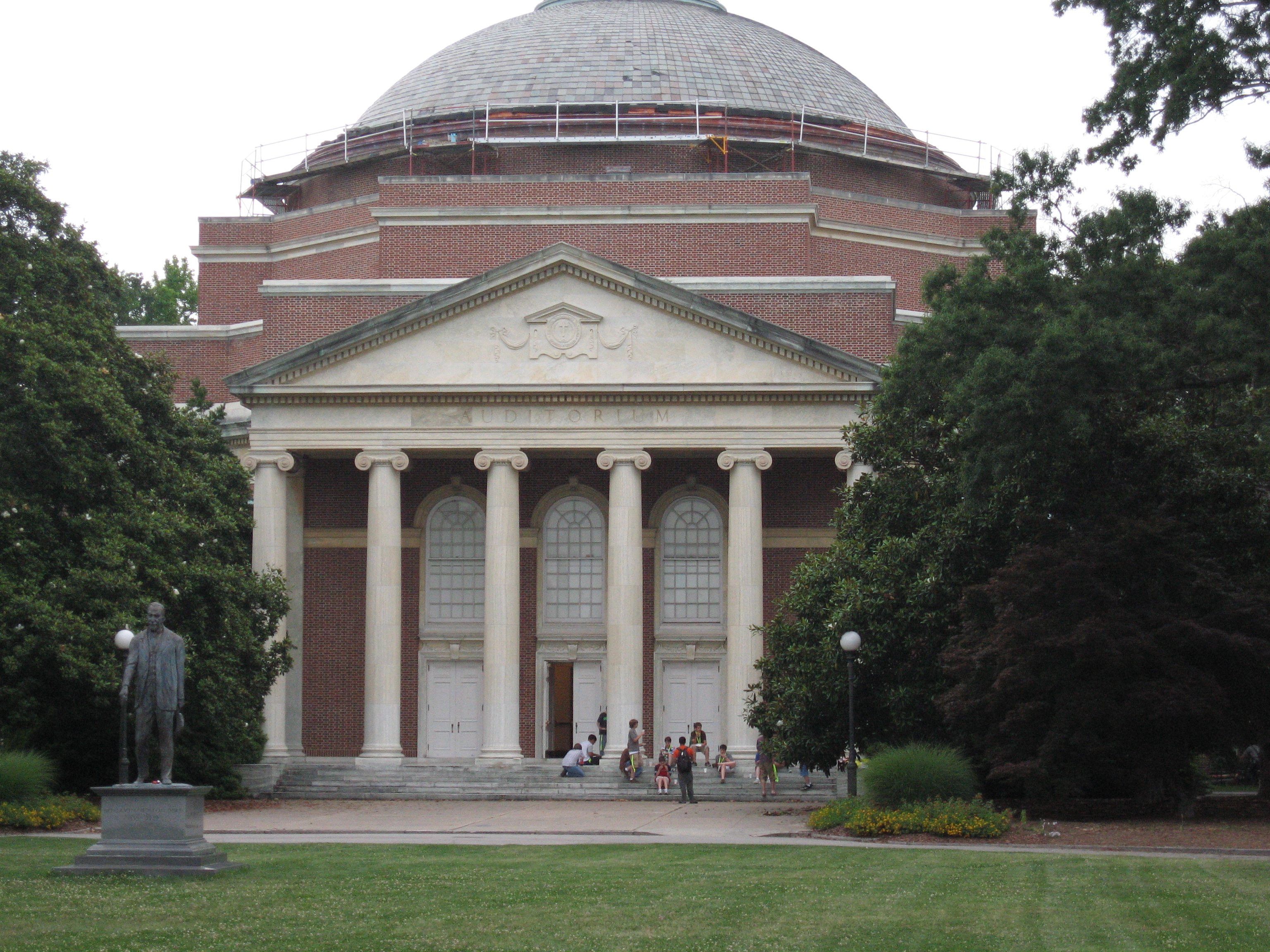
Baldwin Auditorium (1927) der Duke University, USA
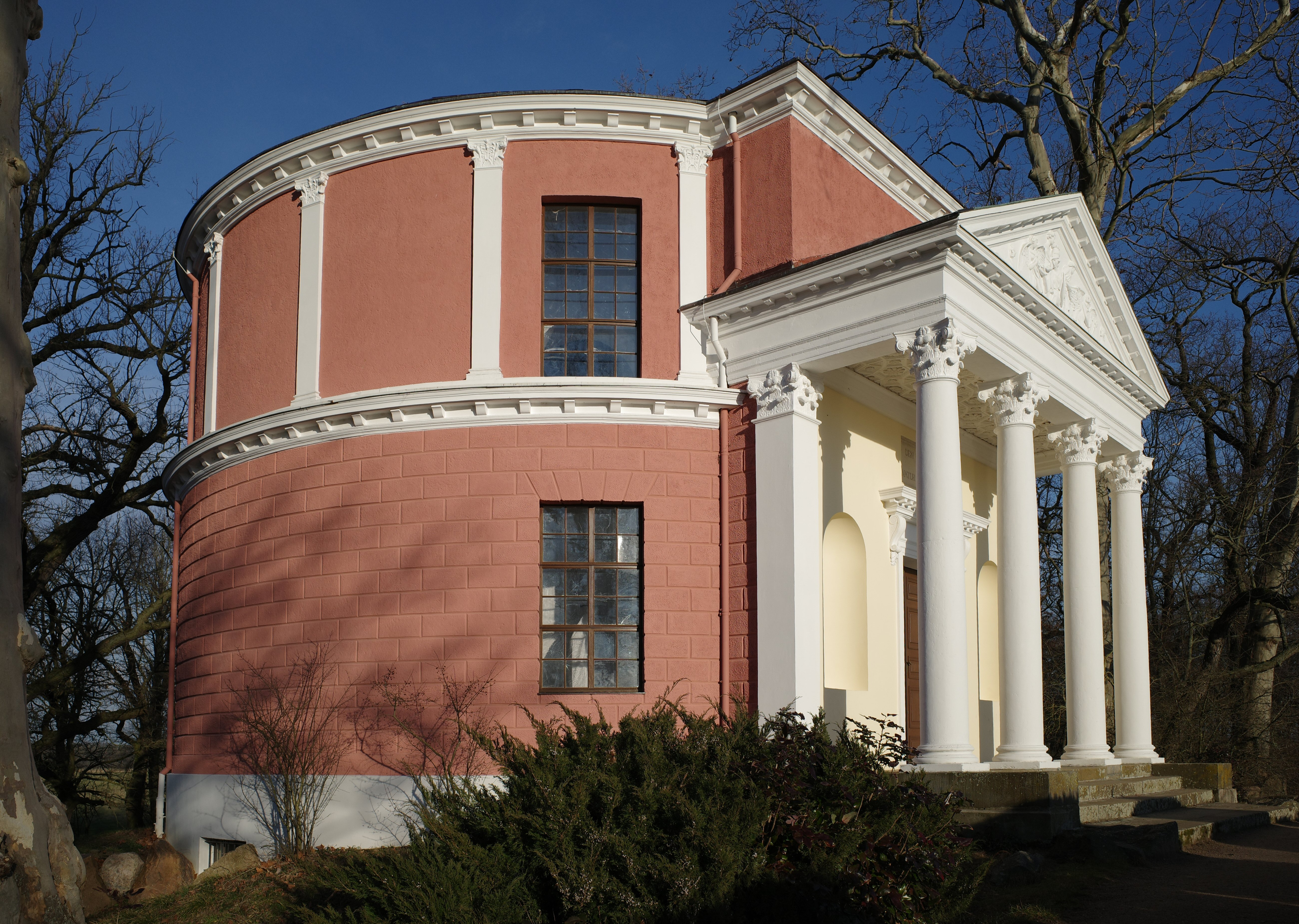
Das Pantheon in der UNESCO-Welterbestätte Wörlitzer Park